# Sebastiano Ziani
 Sebastiano Ziani (Sebastianus) (* um 1102; † 13. April 1178 in Venedig) regierte von 1172 bis 1178 die Republik Venedig. Nach der Tradition, wie die staatlich gesteuerte Geschichtsschreibung Venedigs genannt wird, war er der 39. Doge. Zugleich war er der erste Doge, der nicht von der Volksversammlung gewählt wurde.
Mit ihm setzte die vermögend gewordene Fernhändlerschicht eine Art Versammlung durch, in der sich nur noch die Oberhäupter der einflussreichsten Familien versammelten. Deren Zugang blieb auf Familien begrenzt, die sich neben Vermögen durch Prestige und altes Herkommen auszeichneten. Diese Umwälzungen waren die unmittelbare Folge des Mordes an seinem Vorgänger. Dieser hatte einen großen Teil der Flotte und ihrer Mannschaften im Kampf gegen Byzanz eingebüßt, zudem war Venedig durch eine von den Rückkehrern eingeschleppte Epidemie schwer getroffen worden.

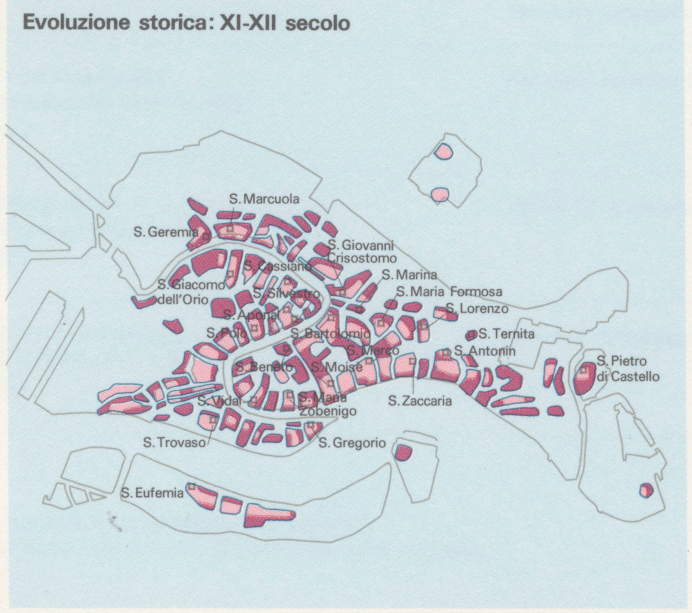
Karte der Inseln Venedigs im 11./12. Jahrhundert

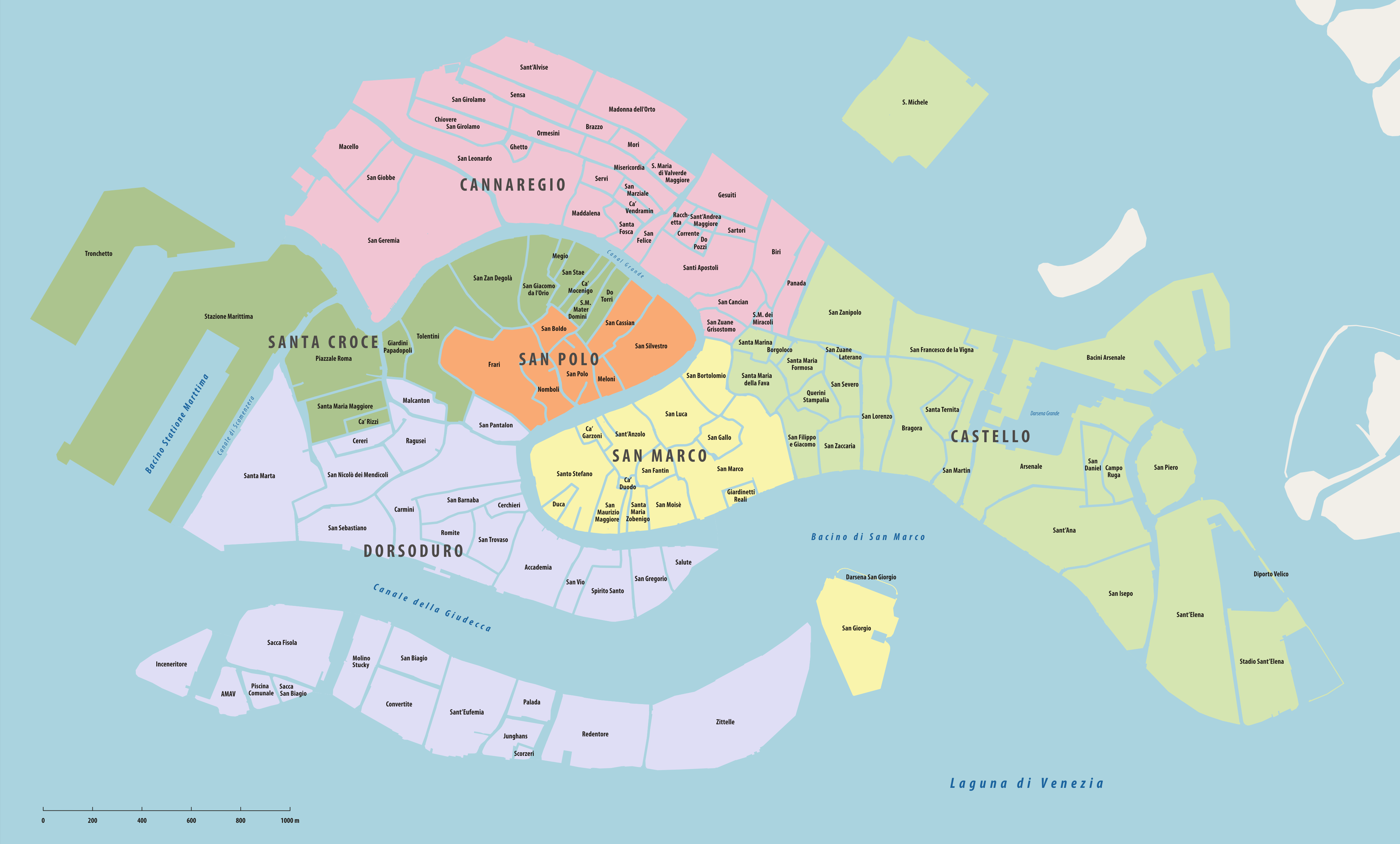
Die heutige Einteilung Venedigs in sechs Stadtteile, die Sestieri, geht auf Ziani zurück.

Diese Katastrophe erzwang umfangreiche Eingriffe. Sebastiano Ziani legte einerseits das Fundament für eine Sicherung und Neuordnung der Staatsfinanzen, etwa durch freiwillige Anleihen (imprestiti). Diese waren wiederum die Grundlage für die späteren Zwangsanleihen, mit deren Hilfe die Vermögenden zu Aufgaben der Kommune herangezogen wurden, allen voran der Finanzierung der Kriegsführung und der Lebensmittelversorgung. Zudem errichtete die Kommune eine staatliche Aufsicht über eine Vielzahl von Gewerben, vor allem die Lebensmittel produzierenden.
Andererseits wurde Ziani eine Art früher Stadtplanung zugeschrieben, wobei er vor allem den Markusplatz vergrößern, mit neuen Baulichkeiten versehen und pflastern, aber auch die Stadt in die heutigen Sestieri einteilen ließ, die sechs Stadtteile. Dies gestattete erstmals einen unmittelbaren Zugriff auf zahlreiche Ressourcen der Stadt sowie eine tiefgreifende staatliche Durchdringung.
Viel eindrücklicher im Gedächtnis blieb jedoch seine Rolle als Vermittler zwischen den ghibellinischen Städten und Kaiser Friedrich I. auf der einen sowie Papst Alexander III., dem Normannenreich Süditaliens und den reichsfeindlichen Kommunen Norditaliens auf der anderen Seite. Unter Zianis Vermittlung kam es 1177 zum Frieden von Venedig zwischen Papst und Kaiser. Um diesen Vorgang, den Heinrich Kretschmayr die „Bekrönung des Lebenswerkes“ Zianis nannte, rankte sich bald eine Reihe von Legenden, einschließlich eines angeblich sechsmonatigen oder einjährigen, heimlichen Aufenthaltes Papst Alexanders in einem Kloster der Stadt sowie eines (erfundenen) Sieges in der Seeschlacht von Salvore über Otto, einen der acht Söhne Kaiser Friedrichs. Eine Reihe von Chroniken und Inschriften, vor allem aber Gemälde an den zentralen Orten der Machtrepräsentation, ließen zahlreiche Legenden bis in die jüngste Vergangenheit als selbstverständlicher Teil der venezianischen Geschichte erscheinen.

## Herkunft, gesellschaftlicher Aufstieg, Familie

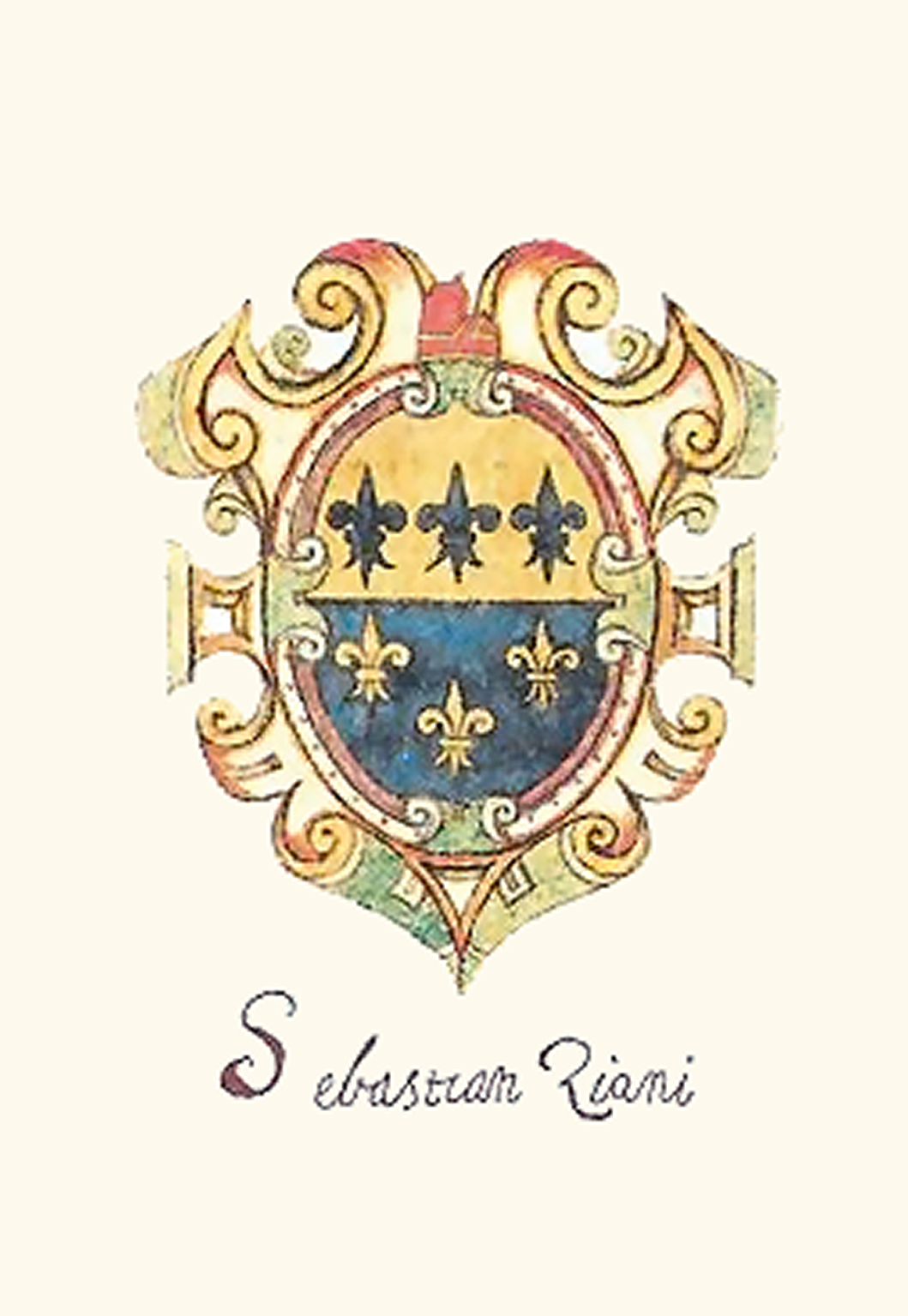
Wappen des „Sebastian Ziani“ entsprechend den Vorstellungen des frühen 17. Jahrhunderts

Sebastiano Ziani entstammte einer Familie, die sich erstmals 1079 in einer Privaturkunde fassen lässt. In dieser Urkunde erscheinen die Namen Stefano und Pietro Ziani, Söhne eines Marco Ziani, als Zeugen.
Der wohl um 1102 geborene Sebastiano Ziani gehörte zu den reichsten Männern Venedigs. Er besaß dort umfangreichen Grundbesitz, besonders in der Pfarrei von Santa Giustina im Nordosten der Stadt, wo sein Familienzweig ansässig war. Hinzu kamen Häuser und Läden zwischen dem Markusplatz und Rialto, dazu mehrere Salinen in der Lagune von Venedig. Der Weingarten im Sestiere Castello, in dem der Legende nach dem Evangelisten Markus ein Engel erschienen war, und wo später die Kirche San Francesco della Vigna errichtet wurde, gehörte ebenfalls der Familie Ziani. Markus, der Stadtpatron Venedigs, trug auf diese Weise der Familie höchstes Prestige ein.
Die Namen von Sebastiano Zianis Eltern sind nicht bekannt. Nach einer später entstandenen Überlieferung wurde behauptet, sein Vater wäre ein Marino gewesen, Sohn eines Pietro. Doch in dieser Epoche existiert kein Angehöriger der Ziani dieses Namens. Sebastiano Zianis Name taucht erstmals in einem Dokument aus dem Jahr 1138 auf. In dieser Urkunde des Dogen Pietro Polani folgt Sebastiano Zianis Unterschrift derjenigen von drei Iudices, nach ihm folgen weitere 60 Zeugen. Dies könnte darauf hindeuten, dass er gesellschaftlich bereits weit aufgestiegen war.
Ziani beteiligte sich rege am Handel mit dem östlichen Mittelmeerraum sowie Nordafrika (vgl. Wirtschaftsgeschichte der Republik Venedig). Er investierte erhebliche Summen in den Levantehandel während der 1140er Jahre und reiste daher einige Male nach Konstantinopel, die bei Weitem größte Stadt im Mittelmeerraum. Dort erscheint er 1150 und 1170 als Gesandter.
Außerdem trat er schon vor 1157 als advocator (Vogt) des Klosters Ss. Trinità e S. Michele Arcangelo in Brondolo auf, südlich von Chioggia. Dabei erwarb er ein Vermögen, das sein Sohn Pietro, der 1229 gleichfalls zum Dogen aufstieg, später noch vergrößerte. 1164 war er neben Orio Mastropiero der wichtigste Finanzier unter denjenigen, die gegen die Einnahmen des Rialtomarktes auf elf Jahre eine der frühen Staatsanleihen zeichneten.
Mit dem Jahr 1150 beginnt sein politischer Aufstieg. 1161 bis 1166 war er bereits iudex, was vielfach und nicht ganz zutreffend als „Richter“ übersetzt worden ist. Unter seinem unmittelbaren Vorgänger im Dogenamt, dem Ende Mai 1172 ermordeten Vitale Michiel II., hatte Ziani zwischen 1156 und 1168 mehrfach diese Stellung eines Dogenberaters und damit eines der höchsten Ämter Venedigs inne, dann die Position eines der sapientes des Dogen. Diese Einrichtung wird vielfach bereits als der Kleine Rat (Minor Consilium) betrachtet. 1170 reiste er zusammen mit Orio Mastropiero im Vorfeld höchster politischer Spannungen an den Kaiserhof nach Konstantinopel.
Ziani, der während seiner gesamten Lebenszeit seine Residenz im Familienpalast in der Gemeinde Santa Giustina aufrechterhielt, war zwei Mal verheiratet. Der Name seiner ersten Frau ist nicht überliefert. Mit ihr hatte er einen gemeinsamen Sohn namens Filippo, der allerdings nur in Konstantinopel in den Jahren 1155 und 1156 erscheint. Danach verliert sich seine Spur. Mitte des Jahrhunderts heiratete er erneut, auch diesmal eine Frau unbekannter Herkunft. Froyza schenkte ihm zwei Söhne, nämlich Pietro und Giacomo. Ersterer wurde 1205 selbst Doge, der jüngere, der ab 1173 meist zusammen mit seinem Bruder in den Quellen erscheint, starb wohl schon bald nach 1192. Er wurde auf San Giorgio Maggiore beigesetzt. Außer diesen beiden Söhnen schenkte ihm Froyza eine Tochter namens Mabiliota, die allerdings vor 1205 aus den Quellen verschwindet.
Die Familie in einem weiteren Sinne spielte für Sebastiano Zianis Aufstieg eine wesentliche Rolle. So begleiteten 1147 Leo und Enrico den zukünftigen Dogen in die byzantinische Hauptstadt, wo sich 1155 bis 1156 auch sein Sohn Filippo aufhielt, und zwar im Zusammenhang mit Geschäften des Kaufmanns Romano Mairano. 1158 handelte sein Bruder Stefano dort, diesmal in seinem Namen. Die Geschäfte verliefen so ertragreich, dass die Ziani nicht nur Landbesitz und Immobilien in Venedig erwerben konnten, sondern, dass sie Sebastiano Ziani zum reichsten Mann Venedigs machten.

## Das Dogenamt
Erst vier Monate nach dem gewaltsamen Tod seines Vorgängers Vitale Michiel II. wurde Sebastiano Ziani am 29. September 1172 zum Dogen gewählt. Mit seiner Wahl endete das Recht der Volksversammlung (arengo, concio, povolo genannt), den Dogen zu wählen, oder, wie Andrea Dandolo bemerkt, folgte auf Vitale Michiel nunmehr Sebastiano Ziani, der der erste durch Wahl ins Amt gelangte Doge war: „Sequitur de Sebastiano Çiano, qui primus per elecionem dux creatus fuit“. Stattdessen bestimmte die Versammlung des aufkeimenden Adels, der spätere Große Rat, nunmehr Elektoren. Damit geriet die Dogenwahl in die Hände einer begrenzten Zahl von Familien, unter denen zu Ende der Regierungszeit ein Ausgleich geschaffen wurde, indem man bestimmte, dass in die Gruppe dieser Elektoren nur jeweils ein Angehöriger pro Familie gewählt werden durfte.

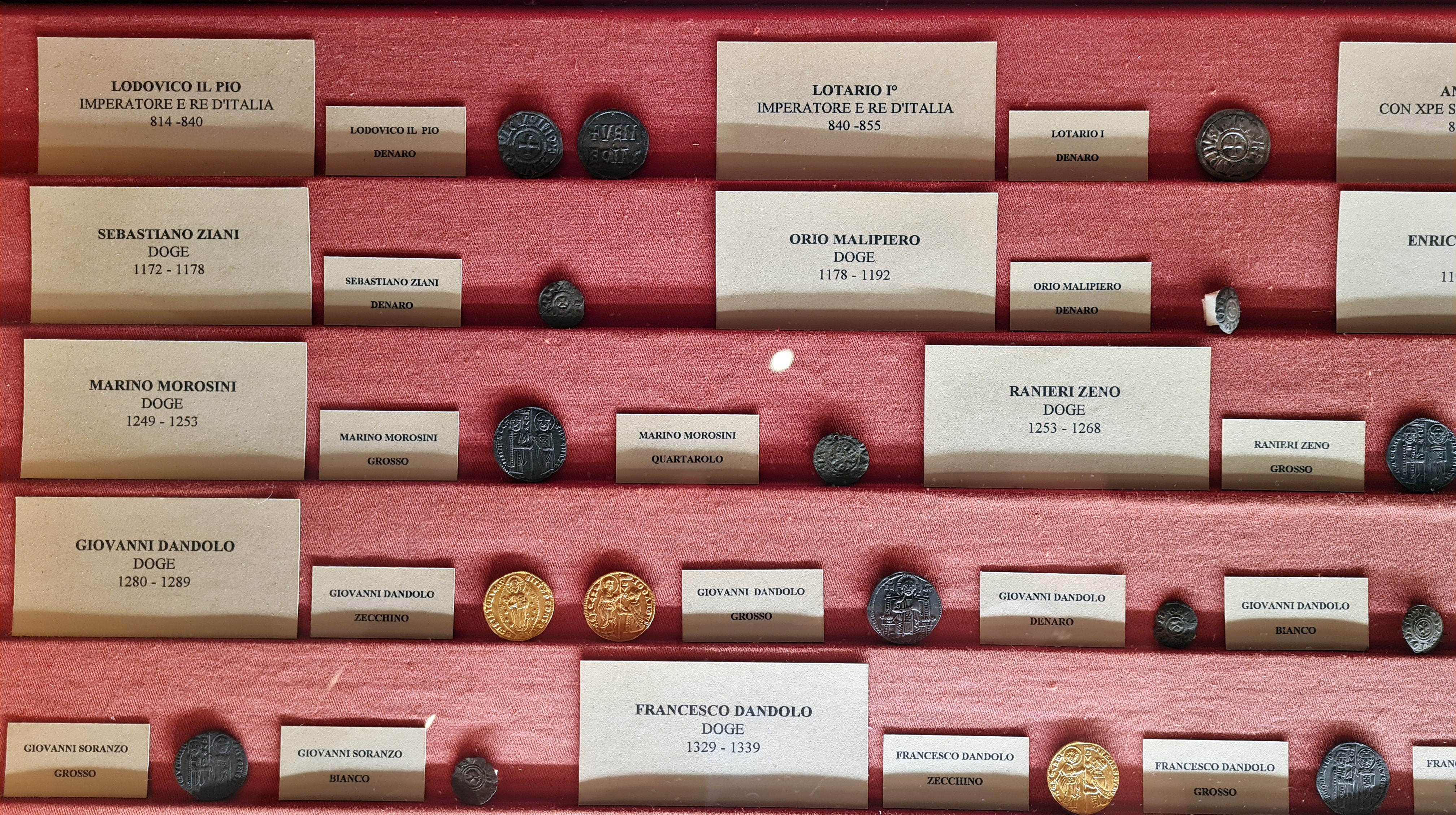
Münzen, den jeweiligen Dogen zugeordnet, darunter ein silberner Denar aus der Zeit Sebastiano Zianis, Museo Correr

Seinen Reichtum soll Ziani dadurch demonstriert haben, dass er als erster Doge nach der Wahl Goldstücke unter das Volk warf. Als bedeutend gilt seine Amtszeit sowohl außen- als auch innenpolitisch. Ziani versuchte Unruhen unter der Bevölkerung durch Begrenzung der Preise für die Grundnahrungsmittel, aber auch größere Preistransparenz, zu verhindern (Lebensmittelgesetz oder calmiere). Demselben Zweck diente eine stärkere Beaufsichtigung der wesentlichen Gewerbe.
Dauerhaft hatte sich bereits unter Vitale Michiel II., dem Vorgänger Zianis, der Usus etabliert, auf den Silbermünzen, den Denaren, nicht mehr den Namen des byzantinischen Kaisers anzugeben, sondern nur noch den des Dogen. Damit streifte Venedig endgültig jeden Anschein einer Oberherrschaft des Kaisers ab. Weniger von machtsymbolischer als von ökonomischer Bedeutung war die Abwertung des umlaufenden Münzgelds, des silbernen Denars. Von Sebastiano Ziani bis zu Enrico Dandolo prägte Venedig kleine, extrem dünne und leichte Denare mit einem Durchmesser zwischen 5 und 11 mm und einer Dicke von etwa 0,5 mm, die nur etwa 0,41 g wogen. Der Silberanteil lag bei ca. 25 %. Die Münzen setzten damit die Entwertung des Denars überaus stark fort, allerdings noch stärker unter Enrico Dandolo.

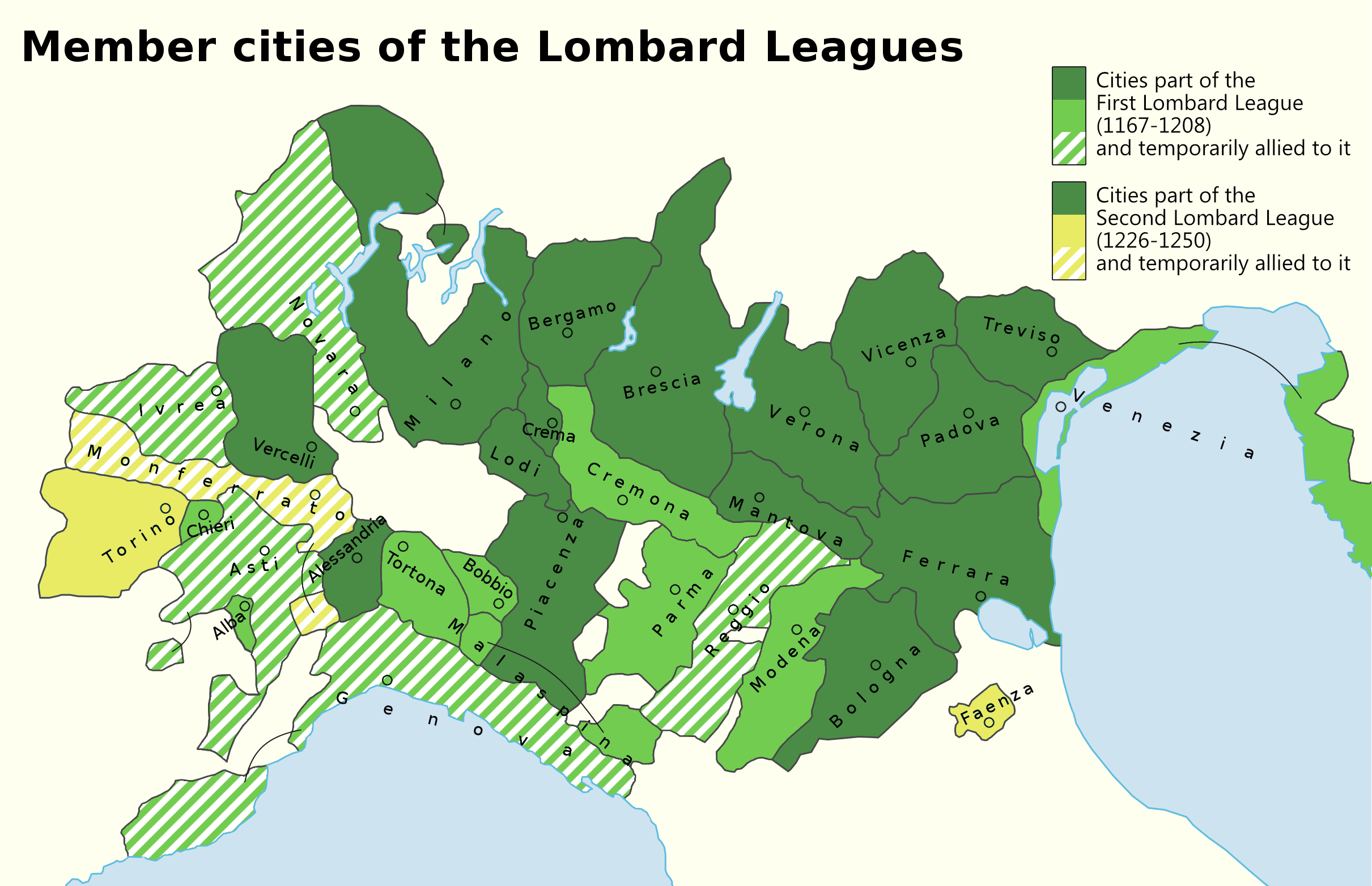
Die Mitgliederstädte der Lega lombarda

Bei Antritt seines Amtes war die Republik einerseits wegen der Auseinandersetzungen mit Kaiser Friedrich I., der 1162 die Stadt mit einer Handelssperre unter Druck gesetzt hatte, und wegen der Kosten für den antikaiserlichen Städtebund, die Lega lombarda, andererseits wegen der Auseinandersetzungen mit dem byzantinischen Kaiser hoch verschuldet. Kaiser Manuel unterband seit 1171 den Handel mit Venedig, das dort seit 1082, mit Unterbrechungen, ein weitreichendes Privileg genossen hatte. Der militärische Gegenschlag unter dem Kommando seines Vorgängers war in eine Katastrophe gemündet, Konstantinopel, über das Venedig einen großen Teil seines Außenhandels abgewickelt hatte, fiel mehrere Jahre lang vollständig aus.
1175 schloss der Doge Handelsverträge mit der Kommune Pisa und mit Wilhelm II. von Sizilien ab, womit er sich ehemaligen Feinden annäherte, wie es auch schon sein Vorgänger getan hatte. 1177 erneuerte er das traditionelle Pactum mit dem Römisch-deutschen Reich und schloss selbst mit Genua einen Vertrag ab, mit dem man über Generationen im Streit lag. Mit dem bis dahin wichtigsten Handelspartner, mit Byzanz, gelang jedoch kein Ausgleich; dort waren mehrere Tausend der dort ansässigen Venezianer 1171 verhaftet und später ausgewiesen worden.
Sein größter außenpolitischer Erfolg wird bis heute auf Wandgemälden im Saal des Großen Rates den Besuchern des Dogenpalasts vor Augen geführt. Nach der Niederlage Barbarossas, wie er in Italien wegen seines roten Bartes genannt wurde, gegen den lombardischen Städtebund in der Schlacht von Legnano am 29. Mai 1176 und dem Scheitern der kaiserlichen Italienpolitik, kam es zu einem Treffen zwischen Friedrich Barbarossa und Papst Alexander III., bei dem der Doge die Rolle des Vermittlers übernahm. 1177 wurde in Venedig ein Friedensvertrag unterschrieben und symbolisch für Tausende sichtbar gemacht. Zum Anlass seines Besuches in der Stadt und in San Marco erließ der Papst einen Ablass für jeden Christen, der San Marco besuchte.

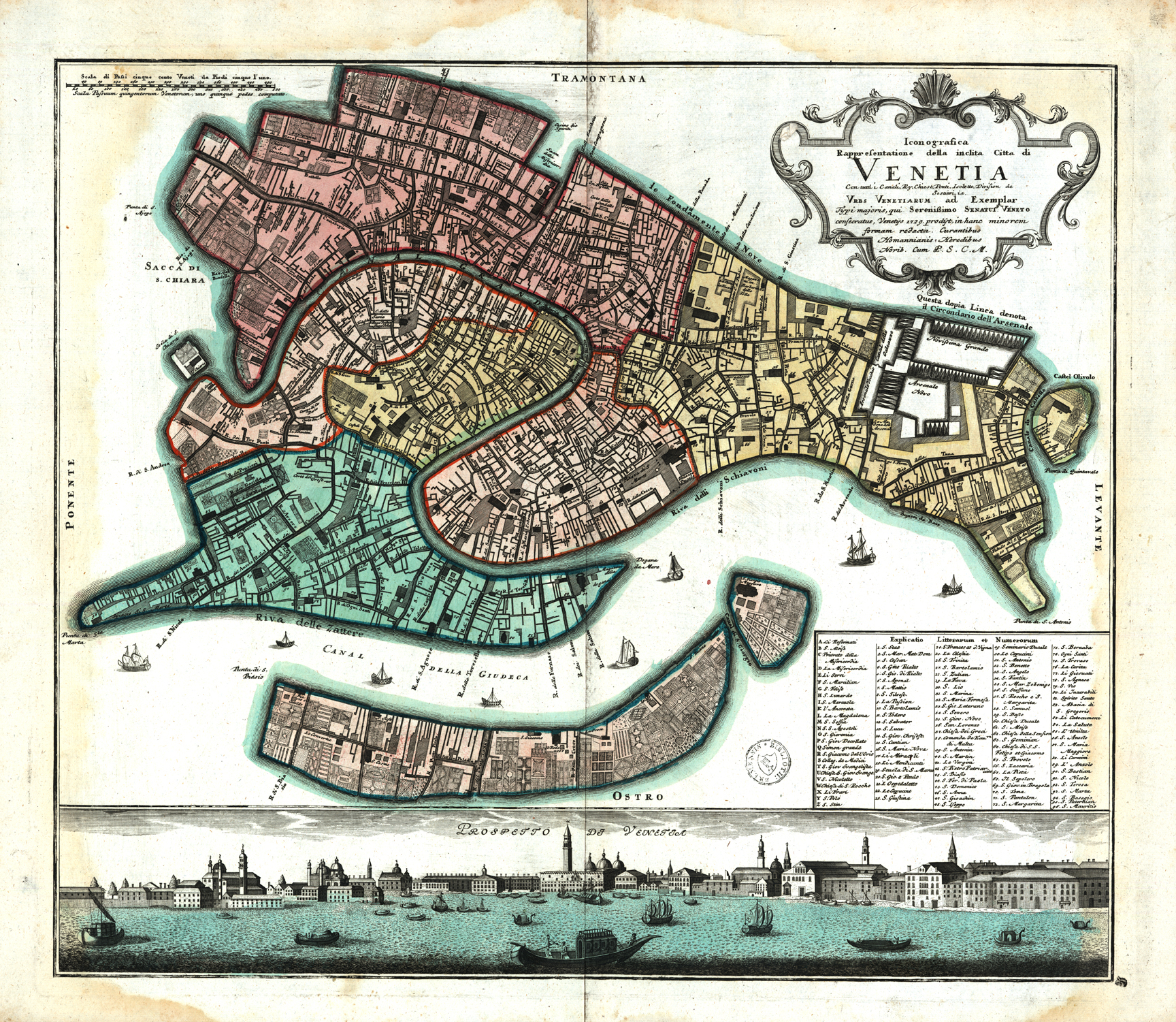
Karte Venedigs mit den farblich unterschiedenen Sestieri aus dem Jahr 1729

Ziani teilte die mehr als hundert Inseln Venedigs in sechs Distrikte ein, die Sestieri. Er befand, dass die Regierungsgebäude zu nahe an den Schiffswerften lägen und durch den Lärm gestört würden. Daher vermachte er der Stadt ein umfangreiches Stück Land und verlagerte die Werften dorthin, wo nun das Arsenale entstand. In seine Regierungszeit fällt auch die Erneuerung und Ausdehnung des Dogenpalasts, der Abriss der Mauerreste des 9. Jahrhunderts auf der Piazzetta, wie auch der Markusplatz insgesamt umgebaut, erweitert und gepflastert wurde. Ziani kaufte verschiedene Häuser und eine Kirche und ließ sie abreißen. Der Platz erhielt in Grundzügen seine heutige Form. Darüber hinaus ließ er die beiden Säulen an der Mole aufrichten, die heute die Skulpturen des Markuslöwen und des Hl. Theodor, des ersten Stadtpatrons Venedigs, tragen.
Sebastiano Ziani dankte am 12. April 1178 ab und zog sich in das Inselkloster San Giorgio Maggiore zurück, wo er drei Tage später starb. Dort hatte er sich noch zu Lebzeiten ein Grabmal errichten lassen. Dieses Grabmal an der Fassade der Kirche wurde beim Abbruch des Bauwerks im 17. Jahrhundert zerstört. Seine sterblichen Überreste wurden in eine Kapelle des Neubaus überführt. Eine Inschrift auf einer Platte aus weißem Marmor vermerkt den Tag dieses feierlichen Aktes. Seine Söhne Pietro und Giacomo († 1192) erhielten sein beträchtliches Erbe.
Aus der Amtszeit des Dogen sind fünf Urkunden überliefert, davon sind drei im Original erhalten. Hinzu kommen zwei litterae patentes, eine Form der Dogenbriefe (lettere ducali) aus den Jahren 1174 und 1177.

## Rezeption

### Ab dem Spätmittelalter

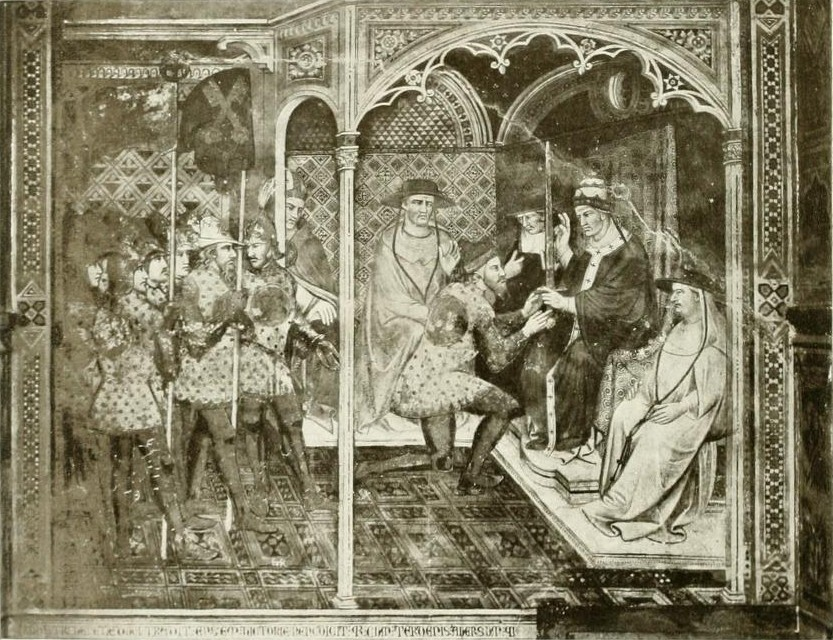
Papst Alexander übergibt das heilige Schwert an Sebastiano Ziani, Fresko, Spinello Aretino (1350–1410), Siena, Zustand vor 1904

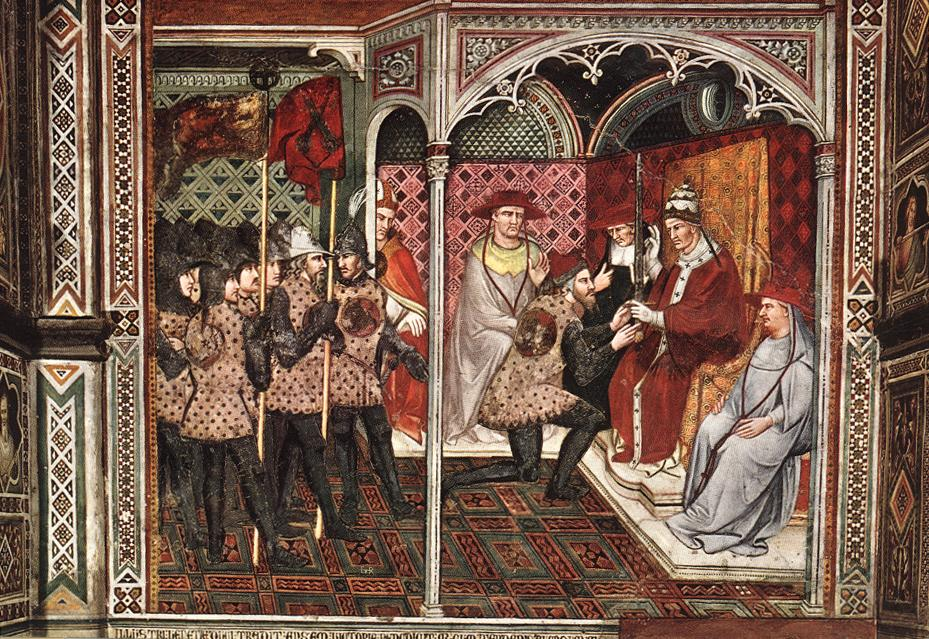
Dasselbe Werk im Jahr 2011

Die Cronica di Venexia detta di Enrico Dandolo aus dem späten 14. Jahrhundert, die älteste volkssprachliche Chronik Venedigs, stellt die Vorgänge ebenso wie die Chroniken des Dogen Andrea Dandolo auf einer in dieser Zeit längst geläufigen, weitgehend von den Dogen beherrschten Ebene dar – sie bilden sogar das zeitliche Gerüst für die gesamte Chronik. Daher weist die Cronica gleich zu Anfang der vergleichsweise umfangreichen Beschreibung der Herrschaft Zianis auf einen drastischen Wechsel im Wahlverfahren hin, denn von nun an wurde ein neuer Doge nie wieder unmittelbar vom ‚Volk‘, dem „povolo“, gewählt. Der Verfasser schreibt, dass „Sebastiano Ziani“, weil „descension vene tra y citadini de Venesia per far duxe“, weil bei der Dogenwahl ‚Uneinigkeit zwischen den Bürgern Venedigs bestand‘, auf eine völlig neue Art in sein Amt gelangt sei. Dieser Doge nämlich „per le caxe d'i gientili, ciò de Conseio, fu electo Duxe, cioè per XII de loro“, also durch die ‚Häuser der Adligen, die im Rat saßen, gewählt, das heißt durch zwölf von ihnen‘. Der ‚Rat der Weisen‘ oder ‚Wissenden‘ (consilium sapientium) und die iudices, aus denen sich das Wahlgremium zusammensetzte, in dem die einflussreichsten Familien repräsentiert waren (die eine entsprechende, weit zurückreichende Abstammungslinie aufzuweisen hatten), wählte also in einem ersten Schritt den neuen Dogen. Dieser wurde daraufhin in einem zweiten Schritt dem Volk präsentiert, und erst wenn diesem der Kandidat zusagte, wurde er bestätigt: „et poi, se'l plasese al povolo fusse confermado“ (S. 66). Sebastiano Ziani sei, so die Chronik, der erste gewesen, der von den besagten Männern gewählt und vom Volk bestätigt wurde.
Etwas genauer beschrieb Andrea Dandolo in seiner Chronica brevis, worum es bei besagter „descension“ ging. Dort heißt es, man habe das neue Wahlverfahren eingeführt, um so „pericula et scandala in creatione ducis“ zu vermeiden. – Einen umfassenderen Konflikt, nämlich den zwischen Kaiser und Papst, bezeichnet der Verfasser der Chronik als „grave discordia“. Dabei hielt es Venedig mit der Kirche und unterstützte Mailand gegen Barbarossa, ebenso wie andere lombardische Städte, die „per comandamento de meser lo papa“, ‚auf Befehl des Papstes‘, gegen den Kaiser rebellierten. Diese „discordia“ (‚Zwietracht‘) habe für die Zeit von drei Päpsten geherrscht, bis zum „bon papa Alexandro terço“. Der jedoch habe zunächst zum König von Frankreich fliehen müssen. Doch auch dort habe er nicht bleiben können. Bald glaubte er „in Venesia oculto asay“, also ‚hinreichend verborgen‘, leben zu können, und so habe er ein Jahr in der Kirche und im Kloster „Sancta Maria dela Caritade“ unerkannt gelebt. Doch ein Fremder („forastiero“) habe ihn erkannt und dies dem Dogen und der Signoria mitgeteilt („lo Duxe et la Signoria“), woraufhin der Papst feierlich empfangen worden sei (eine Szene, die Dandolo ähnlich beschreibt). Unter Führung des Kaisersohnes „Octo“, so behauptet die Chronik, griff nun eine Flotte von „galee LXXV“ Venedig an, das sich weigerte, den Papst auszuliefern, doch wurde sie von den „galee XXX“, die der Doge kommandierte, in einer sechsstündigen Schlacht besiegt. Die erbeuteten Schiffe und die gefangenen Mannschaften seien nach Venedig verbracht worden. Der Papst war überrascht davon, dass die Venezianer eine dreifach überlegene Streitmacht besiegt hätten, wie es ausdrücklich heißt. Otto habe nun seinem kaiserlichen Vater von „magnificentia et honor che facto gli era per lo dicto Duxe“ berichtet, so dass dieser sich zu einem Friedensschluss bereiterklären konnte. Weil sein Sohn so ehrenhaft behandelt worden war, kam laut der Chronik also Barbarossa nach Venedig, um Frieden zu schließen. „Nella ecclesia de San Marco confermata fu la paxe tra questi tre grandi primcipi del mundo“ (S. 68), womit der Autor Sebastiano Ziani auf die gleiche Ebene der höchsten ‚Fürsten der Welt‘ stellte, wie Papst Alexander und Kaiser Friedrich. Die von der Stadt ungemein beeindruckten „baroni“ begleiteten „lo dicto Duxe et nobilli de Venesia“ auf einer Flotte von zehn Galeeren nach Ancona und sogar bis nach Rom. Alexander erließ einen Ablass für jeden, der San Marco an bestimmten Tagen besuchte. Doch viele „clerexi“ (‚Kleriker‘) rebellierten gegen den Friedensschluss und stellten sich auf die kaiserliche Seite, so dass der Papst wieder zum Kirchenbann griff. Ziani hingegen betont den Frieden in Venedig, denn der Doge habe, so der Verfasser, „per tucto suo tempo in grande tranquillitade la cità di Venesia“ regiert. Nach sieben Jahren sei er im Jahr „MCLXXVII“ gestorben und in San Giorgio Maggiore beerdigt worden.

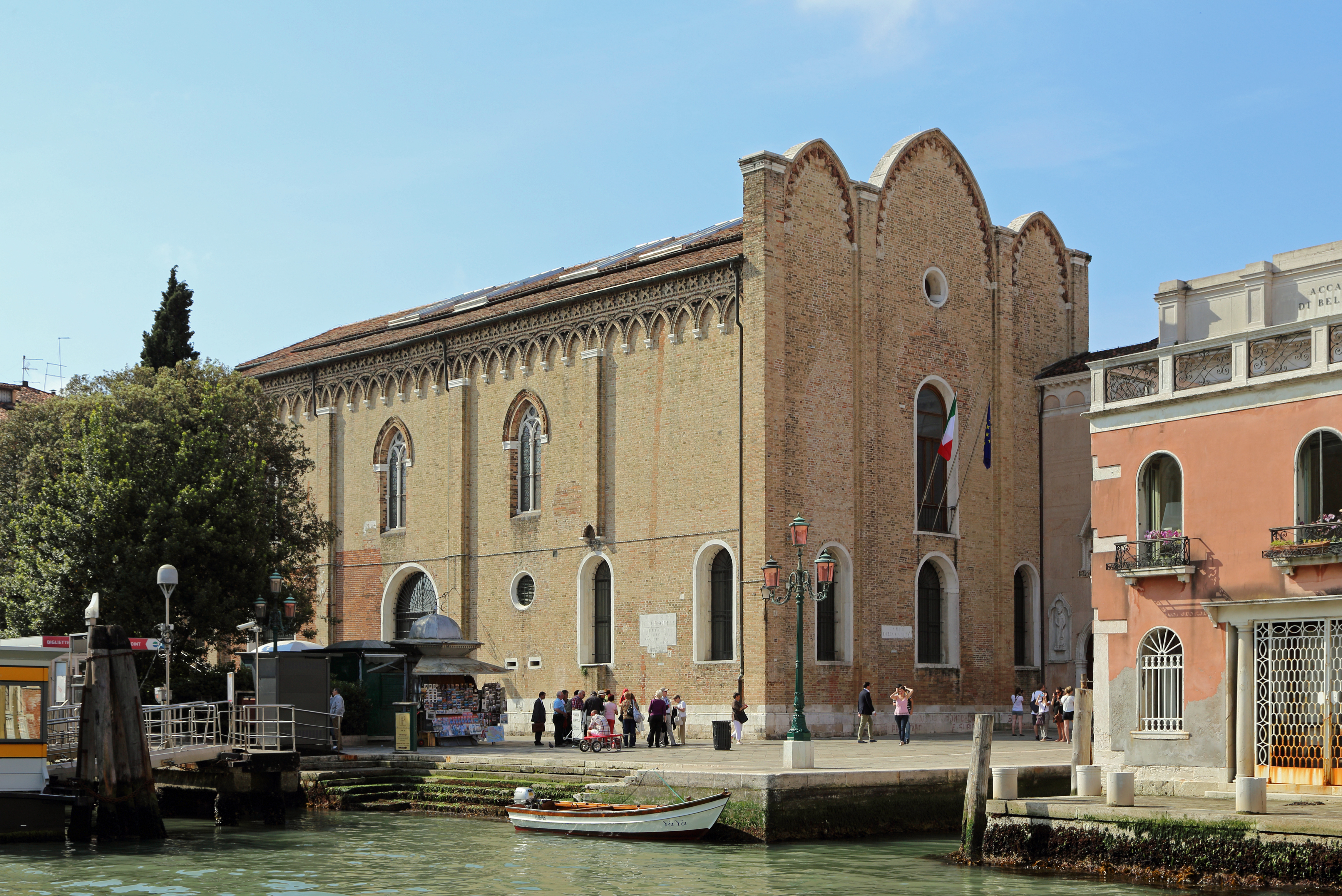
Die Fassade der ehemaligen Kirche Santa Maria della Carità in Dorsoduro

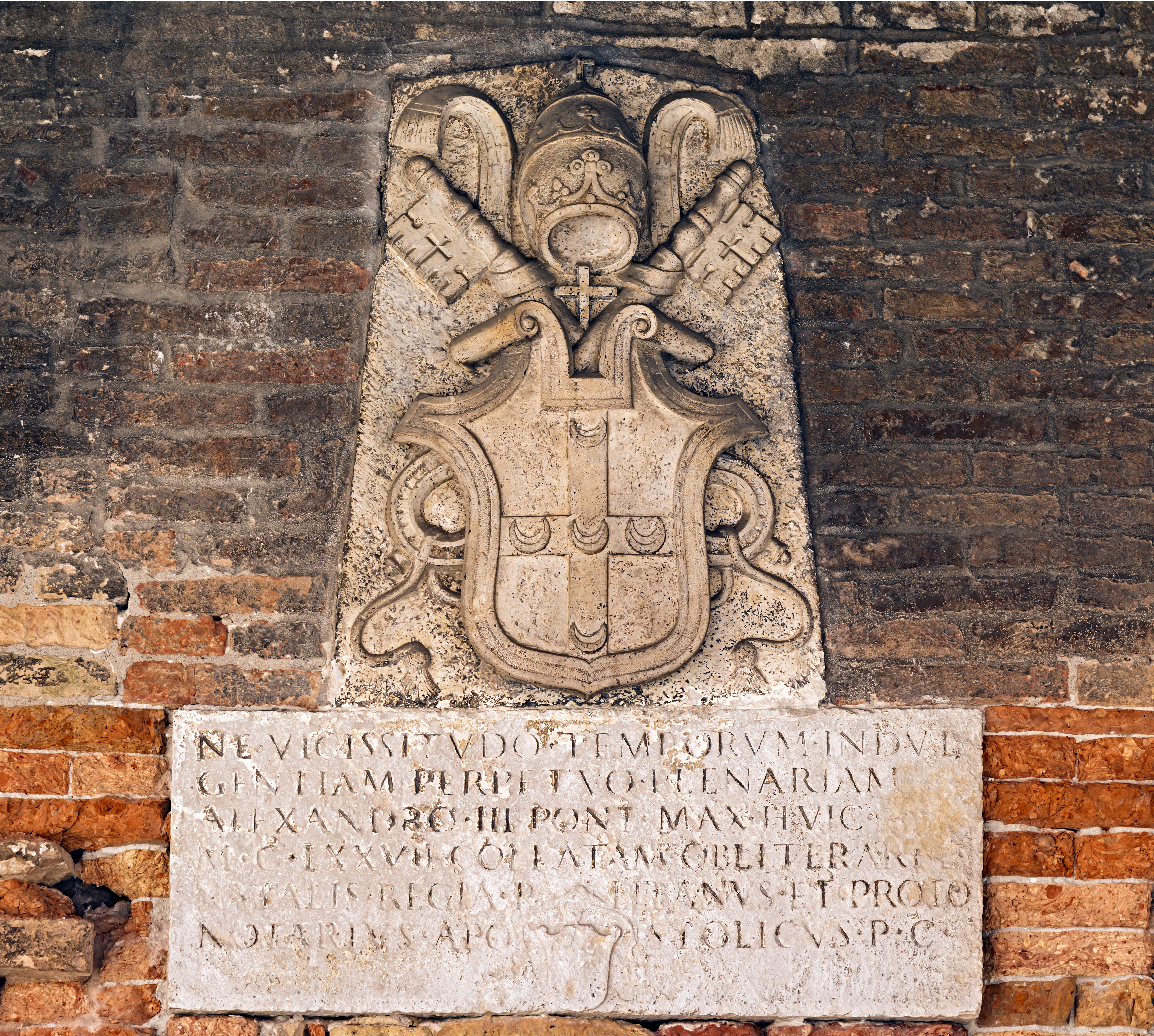
Zur Erinnerung an die Indulgentien, die Papst Alexander III. 1177 eingeräumt hatte, wurde diese Tafel 1531 an der Westfassade von San Giacomo di Rialto angebracht. Sie trägt im oberen Teil das Wappen des Papstes.

Pietro Marcello meinte 1502 in seinem später ins Volgare unter dem Titel Vite de'prencipi di Vinegia übersetzten Werk, der Doge „Sebastiano Ziani Doge XXXVIII.“ „fu creato doge“ mit „maraviglioso consentimento de'nobili, & del popolo“. Mit dieser Formulierung nimmt er der Entmachtung der Volksversammlung den Charakter einer scharfen Zäsur. Auch bei ihm stürzte eine der drei für die Piazzetta vorgesehenen Säulen ins Wasser, doch konnten unter Leitung eines Lombarden die beiden anderen Säulen auf dem Markusplatz aufgerichtet werden. Unter Ziani sei die Rialtobrücke gebaut worden, so Marcello. Er schildert zunächst, wie „Arrigo Dandolo“, der spätere Doge und seinerzeitige Gesandte in Konstantinopel, von „Emanuel“, der Venedig in jeder Weise verraten habe, gezwungen worden sei, „à guardar tanto in bacini affocati“, dass er erblindete (S. 77 f.). Mit Hilfe der „Ariminesi“ gelang es, Ancona so abzuschnüren, dass die Stadt ‚quasi belagert‘ war. Dann gab der Streit zwischen Papst und Kaiser den Venezianern „occasione d'honorata vittoria“, doch betont Marcello sehr viel mehr die militärische Niederlage der kaiserlichen Flotte und die zahlreichen Ehrungen des Dogen. Barbarossa berief demnach ein Konzil nach „Divione in Francia“ ein, doch Alexander III. erschien nicht, so dass der Kaiser „con grossissimo esercito“ nach Italien marschierte. Doch nun starb sein Papst „Ottaviano“ (seinen Papstnamen Viktor IV. erwähnt der Autor gar nicht), und der Kaiser setzte als dessen Nachfolger aus Hass gegen Alexander „Guido da Parma“ ein (dessen Papstnamen Paschalis III. er gleichfalls verschweigt). Dann zog er nach Bologna und eroberte Ancona (bei Marcello spielten hierbei die Venezianer keine Rolle), um dann nach Rom zu ziehen. Alexander floh auf zwei Galeeren Wilhelms nach Gaeta, dann nach Benevent, schließlich nach Apulien auf den „monte Sant'Angelo“ (S. 78 f.). „Su un bregantino“ sei er schließlich nach Zara geflohen, um dann – „travestito“, ‚verkleidet‘ also – nach Venedig zu gelangen. Er sei ins „monistero della Carità“ gegangen, doch habe ihn ein gewisser „Commodo“ erkannt, der dies beim Dogen meldete. ‚Wie es sich für einen Papst gehört‘, empfing der Doge den Papst ehrenhaft. Dieser warb bei Friedrich mittels Gesandten – ausgestattet mit Briefen, verschlossen mit Wachssiegel, wie ‚es Brauch war‘, und Bleisiegel, wie es ‚bis heute‘ gebraucht wird. Doch der ‚wütende‘ Kaiser verlangte die Auslieferung Alexanders. Darüber hinaus hielt er die Venezianer für ‚Reichsfeinde‘ (S. 80). Nicht lange, und das kaiserliche Banner würde vor San Marco stehen. Venedig bereitete sich auf den Krieg vor. Der Kaisersohn sei mit „LXXV. galee“ erschienen, behauptet Marcello ebenfalls. Papst und Klerus beteten dabei für einen Sieg Venedigs, Alexander übergab dem Dogen, der gerade „era per salir sù l'armata“, der also gerade mit der Flotte auslaufen wollte ‚das vergoldete Schwert‘ – eine Szene, die später Maler an andere Orte verlagerten. Die dreißig Schiffe der Venezianer besiegten, so Marcello, Ottos Flotte vor Istrien unweit „Salboria“ unterhalb von Pirano. Nach dem Autor wurden 48 Galeeren gekapert, zwei versenkt. Nach der Rückkehr Zianis mit dem gefangenen Kaisersohn überreichte der Papst dem siegreichen Dogen einen Ring und forderte ihn auf, mit seiner Autorität: „sposarete il mare“, der Doge sollte also ‚das Meer‘ jährlich an einem bestimmten Tag ‚heiraten‘, nämlich als Symbol für Venedigs Herrschaft über das Meer. Bei Marcello wird der Kaisersohn aus der Gefangenschaft entlassen, um seinen Vater zum Frieden zu bewegen. Friedrich habe seinen fast schon totgeglaubten Sohn mit großer Freude empfangen. Dieser bat ihn, den Krieg, ‚gegen den Gott und alle Heiligen‘ waren, zu beenden (S. 82). Mit einem „salvacondotto“, einem Geleitbrief, kam Friedrich nun nach Venedig und wurde von Alexander, auf einem goldenen Stuhl sitzend, empfangen. Der Kaiser ‚warf sich auf den Boden und küsste die Füße Alexanders‘, wobei in einer umfangreichen Marginalie von anderer Hand vermerkt wird, dass Marcello darüber schweige, dass der Papst seinen Fuß auf den Nacken, eigentlich den Hals („gola“), des Kaisers gesetzt und Salomo zitiert habe. ‚Man sagt‘, dass zwei Schirme für Papst und Kaiser herbeigebracht worden, dass aber auf Wunsch des Papstes dem Dogen ein weiterer gegeben worden sei. Um den Dogen ‚noch mehr zu ehren‘, übergab der Papst ihm „cereo bianco“, ‚weißes Wachs‘, also eine weiße Kerze. Von Rom aus schickte Alexander nach seiner Rückkehr dem Dogen acht Trompeten und goldene Standarten zur Erinnerung an den Sieg (diese acht Standarten führten die Staatsprozessionen an). Der Doge starb ‚sehr alt‘ im achten Jahr seiner Herrschaft und wurde nach San Giorgio gebracht. Kurz nennt Marcello noch die Ausschmückung der Markuskirche und den Ausbau des Platzes, wo „grandi edificij“ entstanden, ‚große Bauwerke‘ (S. 84).

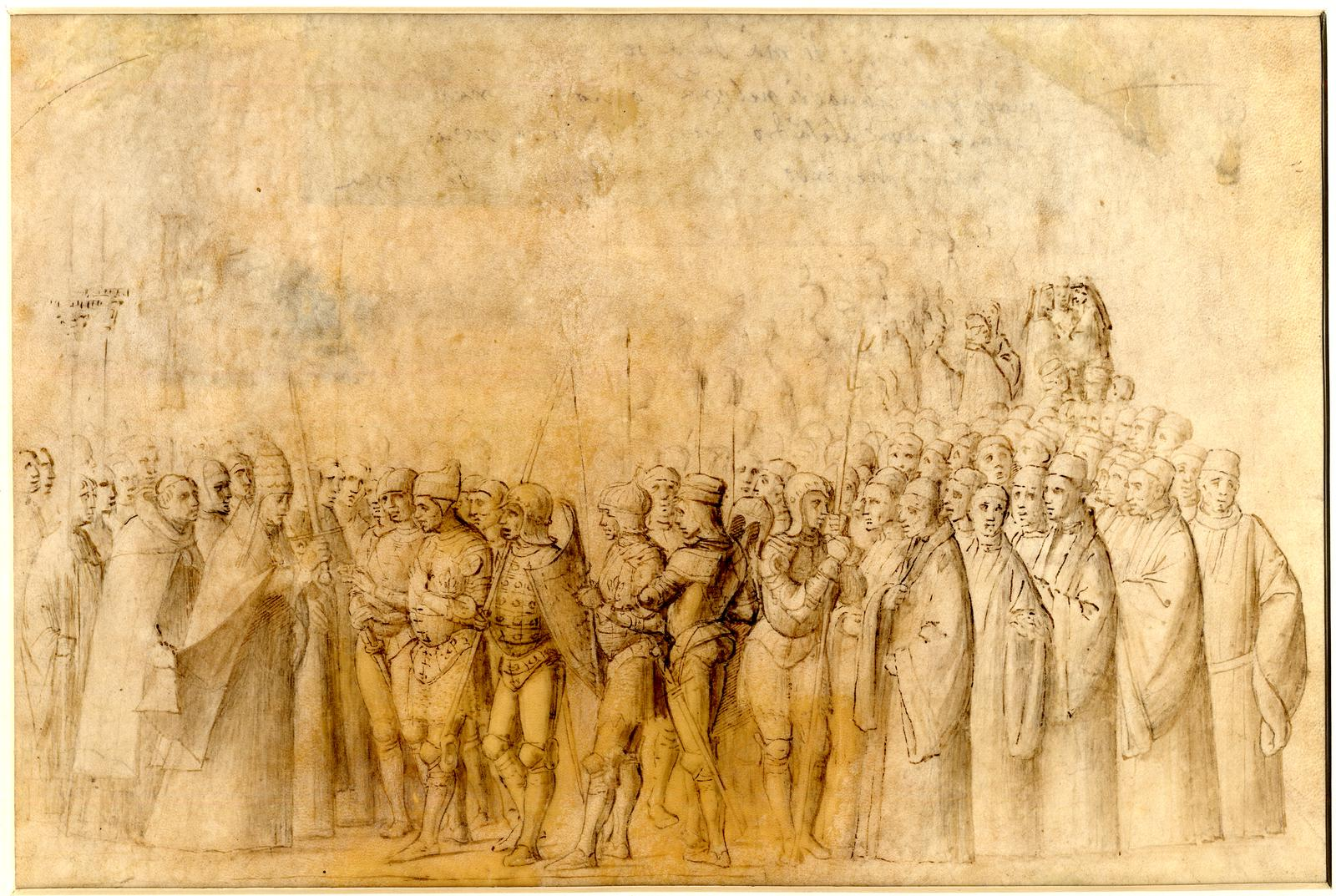
Der Papst übergibt dem Dogen ein geweihtes Schwert, Kopie eines 1577 verbrannten Werkes eines der Gentile-Brüder im Dogenpalast; Radierung, Tinte auf Leinwand, 22,4 mal 33,4 cm, British Museum, London

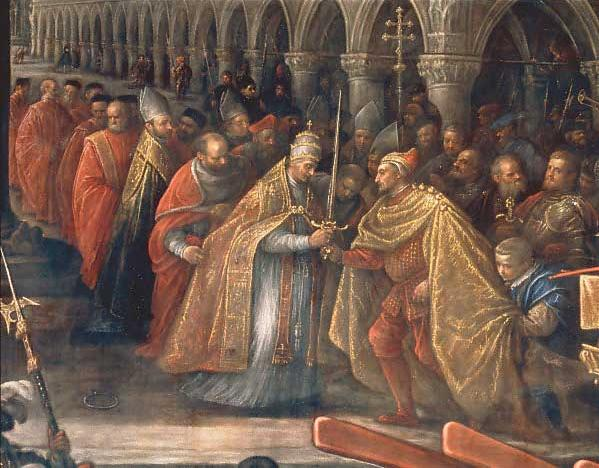
Francesco Bassano (1549–1592): Papst Alexander III. übergibt das heilige Schwert an den Dogen Sebastiano Ziani, 1584–1587, Sala del Maggior Consiglio, Dogenpalast

Marin Sanudo glaubt in seinem nie gedruckten, jedoch unter Gebildeten zirkulierenden Werk De origine, situ et magistratibus urbis Venetae ovvero La Città di Venezia, der Doge Ziani habe das Institut der Prokuratoren von San Marco ebenso eingerichtet (S. 104), wie das Officium der Iustitia vetera (S. 136, 266), der Weizenkammer auf Rialto (S. 140, 271) oder der Schlachteraufsicht (141, 271). Er sei der erste unter den „Dosi eletti“ gewesen, nämlich „per li XI“, wobei das Volk in die Markuskirche gerufen worden sei (S. 85). Beigesetzt worden sei der Doge in San Giorgio Maggiore, „A San Zorzi Mazor, l'arca di Sebastian Ziani doxe“ (S. 51), eine der Sepolture di Dosi di Venetia, der Grablegen der Dogen also (S. 236). Ausführlicher geht Sanudo darauf ein, dass in einem Saal des Dogenpalasts ein Gemälde geschaffen werde, das an die Schlacht gegen Barbarossas Sohn erinnern sollte, die Verfolgung des Papstes durch den Kaiser, und den heimlichen Aufenthalt Alexanders in Venedig (S. 34): „Et continue rinovano ditta salla, sora telleri la historia di Alessandro 3° Pontefice romano, et di Federico Barbarossa Imperator che lo perseguitava, et, venuto in questa cittade incognito, fu conosciuto poi.“ Um dem Papst beizustehen „andò con l'armata contra il fiol Otto – chiamato di Federico preditto – et quello qui in Istria trovato con potente armata, et più assa' della nostra, alla ponte de Salbua appresso Pirano lo ruppe, et frachassoe, et prese Ottone, et lo menoe a Venetia“. Auch hier also der legendenhafte Sieg und die Gefangennahme. Nachdem sich die Dinge etwas beruhigt hätten, „Federico medemo venne a Venetia a dimandar perdono al Papa“, sei Friedrich nach Venedig gekommen, ‚um vom Papst Verzeihung zu erbitten‘, „et cussì ad uno tempo il Pontefice, et Imperatore erano a Venetia“ – Papst und Kaiser seien also gleichzeitig in Venedig gewesen. Bei dieser Gelegenheit stiftete der Papst „certe dignità et cermionie al Principe et successori“ (S. 34).
Nach der 1532 fertiggestellten Chronik des Gian Giacomo Caroldo wurde „Sebastiano Ziani“ im Jahr „MCLXXII“, also 1172, zum 40. Dogen gewählt. Bei der Zählung der Dogen waren sich die Geschichtsschreiber noch immer uneinig. Caroldo zählt jeden der Dogenwähler auf, nachdem er das neue Wahlverfahren erläutert hat, und lässt auch das dem Adel vorbehaltene Prädikat „Messer“ niemals aus: „Eletti furono Messer Vital Dandolo, Messer Vidal Falier, Messer Henrico Navigioso, Messer Lunardo Michiel, Messer Filippo Groto, Messer Renier Zane, Messer Aurio Mastropiero, Messer Domenego Moresini, Messer Manasse Badoer, Messer Rigo Polani, Messer Candian Sanudo.“ Der nach Caroldo 70 Jahre alte Sebastiano Ziani war „dotato d’inestimabili ricchezze, intelligente et humanissimo“, er war also mit ‚unschätzbaren Reichtümern‘ und Klugheit ausgestattet und zugleich überaus gebildet (?). Der neue Doge schwor vor dem Altar von San Marco, die Freiheit der ‚Kirchen‘, der („chiese“) (Mehrzahl!) zu wahren. Darauf nahm er die „investitura con lo stendardo in mano dal Primicerio della Chiesa di San Marco“ entgegen, er wurde also vom Primicerius der Markuskirche investiert. Erst danach wurde er im Dogenpalast ‚nach dem Brauch‘ „intronizato“ (S. 148 f.). Als erste Maßnahme habe er den Mörder seines Vorgängers, ohne dass der Autor den Namen nennt, hinrichten lassen. Dann habe er die Streitenden versöhnt und es sei ihm gelungen, ‚alle Differenzen zu beruhigen und das friedliche Leben in der Stadt einzuführen‘ („sedar tutte le differenze loro, introducendo il pacifico viver nella Città“). – Dann berichtet der Autor von einer Gesandtschaft, die von Zianis Amtsvorgänger nach Konstantinopel geschickt worden war, also von den Gesandten Enrico Dandolo und „Filippo Greco“, sowie von einer zweiten in Gestalt von „Vital Dandolo, Messer Manasse Badoaro et Messer Vitàl Faliero“, die gleichfalls dort nichts ausrichten konnten. Daraufhin seien Enrico Dandolo und Giovanni Badoaro zu König „Guielmo Re di Sicilia“ geschickt worden, „per far lega, da lui altre volte ricercata contra Emanuel Imperatore“, um also ein Bündnis gegen Kaiser Manuel zu schließen. Wie der Autor über die „commissione“ der kaiserlichen Gesandten anmerkt, „Andrea Dandolo Duce scrive nella sua historia haver veduta et letta con la bolla di piombo“, habe Andrea Dandolo selbst die Beauftragung der Unterhändler gelesen und das Bleisiegel gesehen, doch erhielten die Venezianer nur ‚gute Worte‘. Auch die Gesandten Vital Dandolo und Henrico Navigaioso erhielten nichts als „buone parole“ vom Kaiser, ‚gute Worte‘. Dieser forderte Unterstützung gegen seine Feinde, was die Unterhändler aber wiederum ablehnten. Als Sebastiano Ziani erkannte, dass es so zu keinem Friedensschluss kommen würde, gingen Aurio Mastropiero und „Messer Aurio Aurio“ nach Sizilien. Auch eine weitere Gesandtschaft kehrte ohne Ergebnisse aus Konstantinopel zurück. Nun schlossen Venedig und Wilhelm von Sizilien ein Bündnis auf 20 Jahre, das auch verlängert werden konnte. Nach der Erfahrung in der byzantinischen Hauptstadt, wo es immer nur zu „dilatationi“ (‚Aufschüben‘) gekommen war, „fù statuito di non mandar piu’ Ambassatori a Constantinopoli et astenersi da queste prattiche“, also keine weiteren Gesandten mehr nach Konstantinopel zu schicken und sich von diesen Gewohnheiten fernzuhalten, weil es immer nur Vertröstungen gab. – Als „Federico Imperatore volgarmente chiamato Barbarossa“, ‚Kaiser Friedrich, volkstümlich Barbarossa genannt‘, viele Städte seiner Oberhoheit unterwerfen ließ, wandte sich Ancona, das über keine ausreichende Seemacht verfügte, um Hilfe an Sebastiano Ziani. Der Doge jedoch, der die Anconitaner hasste, weil sie dem Kaiser von Byzanz anhingen, ließ die Stadt von der Seeseite her blockieren, während die Truppen Friedrichs sie von der Landseite her einschlossen. Wegen der Unterstützung durch die „Contessa di Bertinoro et Guielmo di Marchesella di Ferrara“, und endgültig, als die „intemperie dell’aria“ sie dazu veranlassten, gaben sowohl das kaiserliche Heer, als auch die Flotte Venedigs die Belagerung auf. Als später die Feindseligkeiten zwischen Anconitanern und Venezianern erneut zunahmen, verband sich der Doge mit „Arimino“ (Rimini), so dass niemand es wagen konnte, sich außerhalb der Stadtmauern Anconas aufzuhalten (S. 151). Nachdem der Autor eingeflochten hat, dass drei wertvolle Säulen aus Konstantinopel bei San Marco angelandet worden seien, von denen eine ins Wasser gestürzt war, kommt er auf eine grundsätzliche Veränderung in der Aufsichtsführung der Kommune zu sprechen. Um „reprimere la malitia et fraude delli bottegni“, um also ‚der Schlechtigkeit und dem Betrug der Ladeninhaber‘ entgegenzutreten, wurden „Giustitieri sopra li venditori di vino, biade, frutti, sopra li pistori, tavernieri, becchai, ternàri, gallinari, pescatori et simili, regolando simil cose con giustissimi decreti“, Aufseher über die Verkäufer von Wein, Getreide, Früchten, die Feilbäcker, Taverneninhaber, Schlachter und andere Gewerbe also, eingesetzt. Aus diesem „officio“ wurden, ‚während die Stadt wuchs‘, nach und nach die „giustizieri novi et vecchi, officiali al frumento, al Datio del vino, Vicedomini della ternaria et officiali delli ternari et dopo', li proveiditori delle biade“ ins Leben gerufen, also Aufsichtsbehörden, die sich mit Lebensmitteln wie Weizen, Wein, Olivenöl usw. befassten (S. 152). – In ungewohnter Ausführlichkeit (S. 152–154) beschreibt Caroldo den minutiös geplanten äußerlichen Rahmen der Friedensverhandlungen und der rituellen Behandlung von 1177. Barbarossa ließ sich zunächst in Rom von einem „Ambasciatore“ die Gründe vortragen, warum die Venezianer Alexander und nicht den Gegenpapst „Ottaviano“ anerkannten, um sich daraufhin zu einem Friedensschluss bereit zu erklären. „Dopò, detta Maestà fece molti segni d’amore verso il Duce Ziani“, während Alexander von Apulien auf Schiffen der Normannen nach Venedig floh, das er „alli XXIIIJ di Marzo giunse“ – das Ankunftsdatum war demnach der 24. März. Bei Caroldo ging er ins Kloster San Nicolò di Lido (S. 152). Am „XXV di Marzo MCLXXVIJ“ wurde er, begleitet vom Dogen, dem Klerus und dem Volk, zwischen dem Dogen und dem Patriarchen Enrico Dandolo, feierlich in die Markuskirche geleitet. Schließlich kam es in Anwesenheit von Gesandten des französischen und des englischen Königs, sowie des Mainzer Erzbischofs, zu einem Friedensschluss. Nun wurden Boten („nuncij“) zum Kaiser geschickt, um ihn einzuladen „per firmar et stabilire ciò che era concluso“, also das zu unterzeichnen und zu bestätigen, was beschlossen worden war. Der Doge schickte seinen Sohn Pietro Ziani mit sechs Galeeren nach Ravenna, begleitet von „molti nobili et degni personaggi“, von ‚vielen edlen und würdigen Persönlichkeiten‘. Barbarossa kam per Galeere nach Chioggia, wo zu seinen Ehren viele Kardinäle und Prälaten bereitstanden, gesandt vom Papst, um ihn nach San Nicolò di Lido zu begleiten. Dort erwartete ihn ein weiterer Dogensohn, Giacomo Ziani, mit vielen „nobili“, die „Sua Imperial Celsitudine“ mit den „segni d’honor et riverenza che siconveniva“ empfingen. Am folgenden Tag kamen der Doge, der Patriarch, Bischöfe und Klerus, dazu viele Adlige und Bürger auf zahlreichen „pomposamente preparati“ Schiffen nach San Nicolò. Auf des Dogen reich geschmücktem Schiff wurde der Kaiser, zu seiner rechten der Doge, zu seiner linken Hand der Patriarch, „con gran trionfo“, nach San Marco geleitet. Vor dessen Pforte saß unter einer Kanzel der Papst inmitten seiner Kardinäle und Prälaten. Der Kaiser küsste die Füße des Papstes, woraufhin dieser ihn aufhob und auf den Mund küsste, was alle sehen konnten („che tutti viddero“). Dann traten, rechts neben dem Papst der Kaiser, zu seiner Linken der Doge, die drei Männer unter dem Gesang des Te Deum laudamus in die Kirche ein. Am Altar verrichtete jeder seine Gebete „con l'offerta, secondo il solito suo“. Dann wurde er zum Dogenpalast geleitet, wo er mit seinen Höflingen untergebracht wurde. Mit dem folgenden Friedensschluss, wobei der Kaiser einen Kreuzzug versprochen habe, wurden die Verhältnisse in Italien ‚beruhigt‘. „Prelati, baroni, cittadini et populo“ konnten vor ‚Freude‘ („letitia“) ihre Tränen nicht zurückhalten, besonders die Venezianer, die der göttlichen Güte dankten, die ihre Stadt für würdig gehalten hätte, die „due luminari maggiori“ der Christenheit zu empfangen, und den Dogen zum angemessenen Werkzeug für eine solche Wohltat für die „Christiana Religione“ gemacht zu haben. Auf Betreiben des Papstes, so Caroldo, wurde zudem ein zwanzigjähriger Friedensvertrag mit Wilhelm von Sizilien geschlossen, sowie weitere Abkommen in Italien. Nach Caroldo blieb Barbarossa zwei Monate in Venedig, während deren er „concluse stretissima amicitia et unione“ mit dem Dogen; dann kehrte er nach ‚Deutschland‘ („Alemagna“) zurück. Der Papst zelebrierte Messen in San Marco, „diede in dono al Duce la rosa“, und versprach den Besuchern der Kirche Ablässe, ebenso wie den Besuchern der Kirche Santa Maria della Carità. Auch fuhr er mit dem „Bucentoro“ zur Vermählung des Dogen mit dem Meer („a sposar il mare nel detto giorno della Ascensione“). Mit vier Galeeren, die ihm der Doge zur Verfügung stellte, kehrte der Papst schließlich nach Apulien zurück. – Der schwer erkrankte Doge wies unter Beratung seiner „propinqui et amici“ an, dass bei der Wahl seines Nachfolgers bestimmte Regeln zu beachten seien. So sollten vier „primarij patricij“, die für eine „elettione sincera et lealmente“ einstanden, und diese beeideten. Sein Testament überließ der Markuskirche viele Häuser; einige sagen, so Caroldo, er habe sie der Kommune überlassen. Den Mönchen von San Giorgio Maggiore überließ er die Häuser von San Giuliano, d. h. die „merzaria“, den Gefangenen kam dabei dauerhaft das Brot zu. Nach Ostern ließ er sich ins Kloster San Giorgio Maggiore bringen, wo er am nächsten Tag, dem „XIIJ d’Aprile MCLXXVIIJ“, ‚in ein besseres Leben überging‘. Dann zitiert Caroldo die Inschrift auf dem Grabstein, um danach die vierzig Männer aufzuführen, die, gewählt durch die besagten Vier, den neuen, 41. Dogen „Aurio Mastropiero“ wählten.
Der Kenntnisstand zu Venedigs Geschichte war im deutschen Sprachraum wohl eher gering. Dort zirkulierten nur wenige Schriften über Venedig, wie etwa die des Pilgers Arnold von Harff, der Ende des 15. Jahrhunderts die Stadt besucht hatte, der zudem eine Reihe von überlieferten Vorgängen vermengt. So berichtet er von „keyser Frederich“, den der Papst porträtieren ließ „mit sijnem roden barde“. Der Papst wollte den Sultan warnen, dass es sich um den Kaiser handle, wenn ein Pilger oder Bote bei ihm erscheinen sollte. Als Barbarossa, anhand des Bildes erkannt, ergriffen wurde, habe der Sultan triumphiert: „wye hayt dich dijn broeder dijnes glouuen verraiden!“ Der Kaiser sei infolge dieses Verrates ein Jahr und einen Tag gefangen gehalten und habe 200.000 Dukaten Lösegeld aufbringen müssen. Die Hälfte des Geldes habe ihm der Sultan geschenkt, damit der Kaiser seine verräterischen Glaubensbrüder würde bekämpfen können. Friedrich sei nun vor Rom gezogen, der Papst im Mönchsgewand in ein Kloster nach Venedig geflohen, wo er „der brueder koch wairt“, wie der Autor insgesamt drei Mal betont. Bei Arnold war es ein Pilger aus Rom, der den Papst schließlich erkannte, woraufhin die Venezianer Papst Alexander in einer Prozession und „mit groisser reuerencie“ aus dem Kloster geholt hätten. Der Kaiser habe die Auslieferung des Papstes gefordert, ansonsten, so schwor er, werde er Venedig zerstören und aus der Markuskirche einen Pferdestall machen. Er sei zusammen mit seinem „soene Otto“ nach Venedig gezogen, doch habe er noch weitere Truppen herbeiholen wollen. Nun hätten die Venezianer Otto besiegt und gefangen genommen. Nur wenn sich Friedrich dem Papst zu Füßen werfe, so die Venezianer, würden sie Otto freilassen, wozu auch der Fuß des Papstes auf seinem Hals ausdrücklich als Bedingung genannt wird. So geschah es, vermerkt der Autor lakonisch: „der pays tradt dem keyser off sijne scholder“, der Kaiser meinte „non tibi, sed Petro, nyed dir dan sijnt Peter zo eren“. Auch um dieses Wortgeplänkel sollten sich später weitere Legenden ranken. Ausreichend Sühne sei, so Arnold, damit geleistet gewesen, doch blieb noch der Eid des Kaisers. Bei dieser Gelegenheit trägt Arnold eine originelle Begründung für die Bronzequadriga an der Außenfassade der Markuskirche vor, denn diese erinnere an den Eid Barbarossas, aus der Kirche einen Pferdestall zu machen. Um dieses „groissen swoirs wylle den he geswoeren hadde bij sijnem roden barde“ wurden die vier Metallpferde „zo ewycher gedechtenyss deser geschicht“ angefertigt. Dass es sich um Raubgut aus Konstantinopel handelte, das Venezianer nach 1204 mitgebracht hatten, war dem Autor wohl nicht bekannt. Das Gemälde in einem Saal des Dogenpalasts, das an Friedrich Barbarossa erinnere, nennt der Pilger ebenfalls: „in deser raitz kameren steyt koestlich gemailt die legende van deme keyser Frederich Barbarossa“ (S. 45).

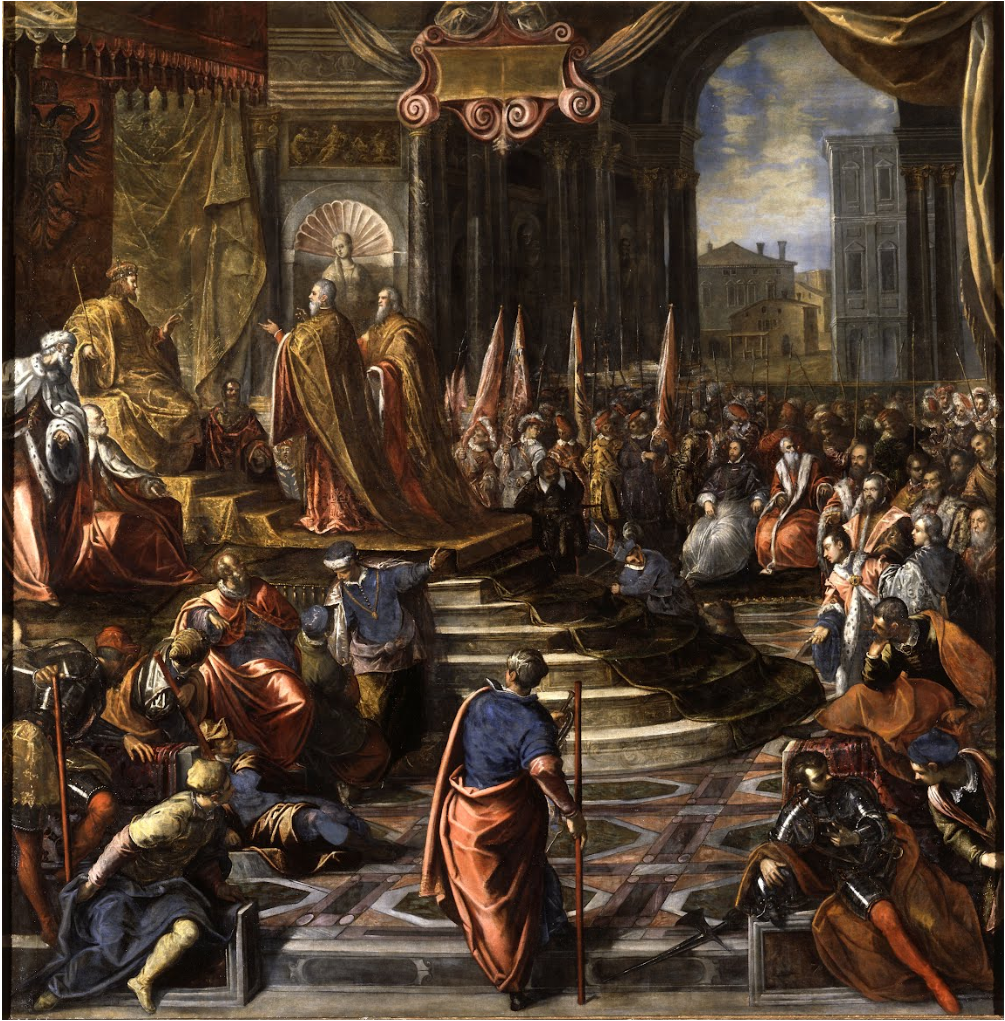
Die venezianischen Gesandten bei Barbarossa, Domenico Tintoretto, Dogenpalast

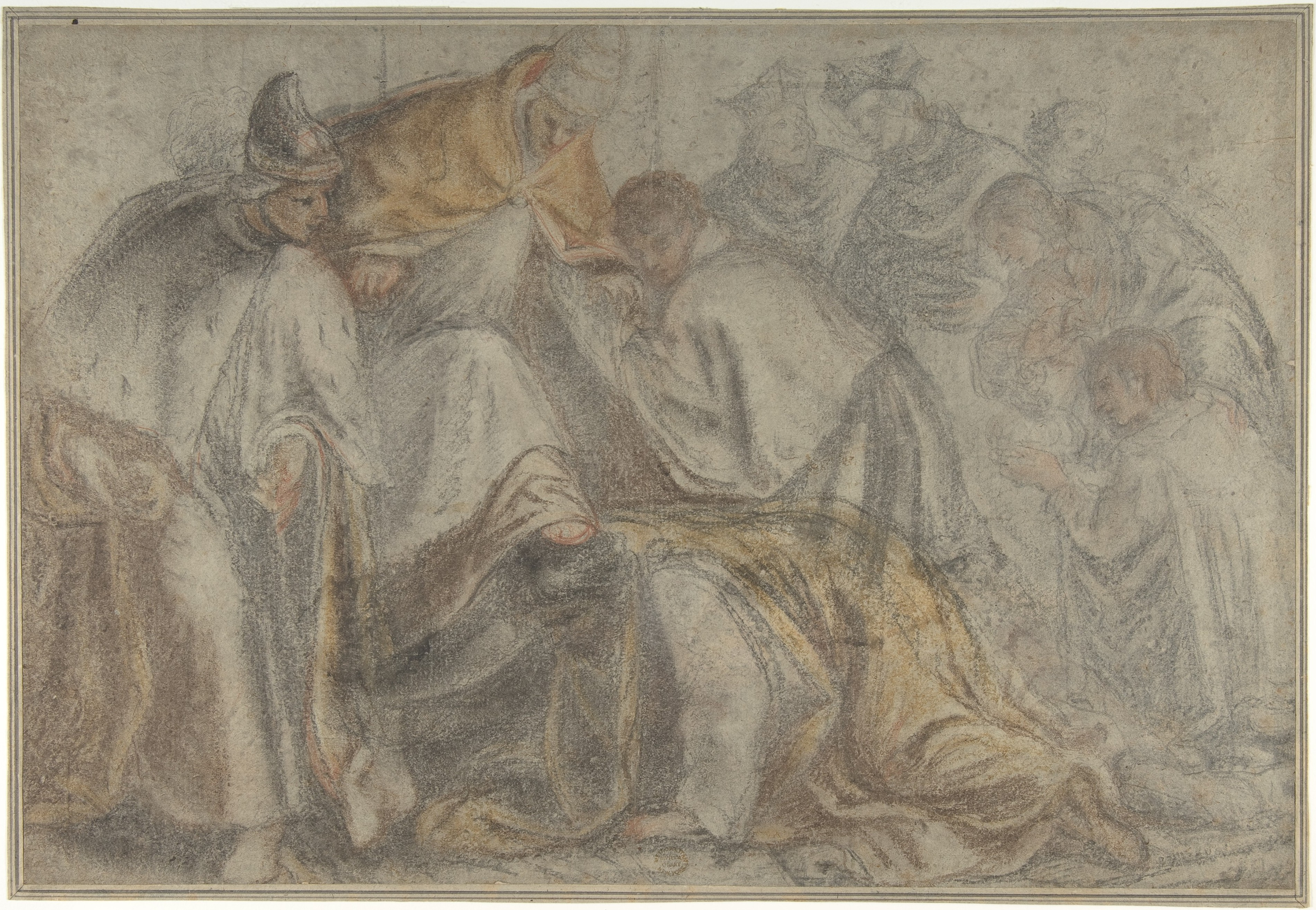
Barbarossa unterwirft sich in Zianis Gegenwart dem Papst, Kreide, 29,1 × 43,1 cm, Pietro Malombra (1556–1618), um 1600, Metropolitan Museum of Art, New York

Der Frankfurter Jurist Heinrich Kellner, der im neuen Dogen „Sebastian Ziani“ den 38. Dogen sieht, nicht den 40., wie Caroldo, meint in seiner 1574 erschienenen Chronica das ist Warhaffte eigentliche vnd kurtze Beschreibung, aller Hertzogen zu Venedig Leben, er sei „mit gantz einhelligem gemüht / deß Adels und der Gemein / Hertzog worden“. Kellner, der einige Zeit in Italien lebte und die venezianische Geschichtsschreibung im deutschsprachigen Raum bekannt machte, wobei seine Darstellung auf der Marcellos basiert, meint: „Im anfang seines Regiments wurden drey sehr grosse steinern Seulen auß Griechenland gen Venedig bracht“. Während jedoch eine Säule beim Umladen ins Wasser stürzte, wurden „die anderen zwo“ „durch einen Meister aus Lombardi auff S. Marx Platz auffgericht. Dieser Werckmeister ist auch der erst gewesen/so die Brück am Rialto gemacht hat“. Als Kaiser Manuel hörte, „deß grossen Sterbens so in die Statt Venedig kommen“, nachdem die Flotte hatte abziehen müssen, und nach dem Tod des Vorgängers Zianis (außerdem, so Kellner, habe der Kaiser Enrico Dandolo dazu gezwungen, „daß er so lang in ein brinnendes Becken sehen mußt/biß er blind ward“), brachte er Ancona vom Bündnis mit Venedig ab. Auch bei ihm folgte das Bündnis mit „Arimini“, so dass Ancona gleichsam „so viel als belägert“ war. Als „Bapst Alexander der dritte / mit Keyser Heinrichen dem ersten deß Namens/unfrieden ward“, erhielten die Venezianer „gelegenheit“ „zu einem grossen Sieg und Victorien.“ Nach der „trennung oder scisma“ zwischen Alexander III. und „Octaviano“ neigte sich Barbarossa letzterem zu. Alexander erschien nicht vor dem „Concilium“ in Frankreich, wodurch der Kaiser „gantz ertzürnet“ wurde. Der Kaiser zog nach Italien, doch starb Octavian, so dass er nunmehr „Guidonem von Parma vor einen Nachfolger“ einsetzte, dessen Papstnamen der Autor gleichfalls verschweigt, genauso wie Marcello. Dann eroberte er Ancona und zog nach Rom „Alexandrum zuvertreiben“. Den Fluchtweg Alexanders beschreibt Kellner wie Marcello, und auch er ergänzt, dass „er niemand trauwen durfft“, und Wilhelm „auch nicht zu viel glaubet“. So floh er weiter über „den Berg S. Angelo/Monte S. Angelo genannt“ weiter nach Zara – „allda verkleidet er sich“ – „und kam also unbekannt gen Venedig“. „Er wolt auch da dem Frieden nit zu wol trauwen / hielt sich ein zeitlang gar heimlich und verborgen im Kloster a la Carita/das ist/zu der Lieb/und gab sich niemands zuerkennen.“ Doch jemand mit dem „Zunamen Commodus“ habe ihn erkannt und dies dem Dogen mitgeteilt. Ziani sagte dem Papst nach gebührendem Empfang zu, „daß er mit Keiser Friderichen solt versühnet werden/und seine Dignitet/Ehr und Wirde/widerumb bekommen.“ Auch nennt der Autor die „Sage“, nach der der Papst das Wachssiegel der Gesandtenbriefe durch ein bleiernes habe ersetzen lassen. Der Kaiser jedoch habe die Auslieferung Alexanders gefordert, habe Venedig mit Krieg gedroht und er wolle die Venezianer als Reichsfeinde betrachten. Ansonsten würden sie „in kurtzem deß Keysers Fahnen unnd Wapen auff S. Marx Platz sehen“ (S. 31v.). In Venedig war man nun „täglichs deß grossen uberfalls gewertig“, nachdem man eine Flotte gerüstet hatte, und bald näherte sich der Kaisersohn Otto mit „fünff und sibentzig Galeen“. Papst und „Clerisey gaben der Armada die Benediction und Segen“. Dann „kehret sich der Bapst zum Hertzog Ziani/als er jetzund ins Schiff gehen wolt/begabet in mit einem güldenen Schwerdt/und andern Ritterlichen Wehren und Zeichen“. Als dessen dreißig Galeeren die kaiserliche Flotte „im Istrianischen oder Schlavenischen Meer“ antrafen, jagten sie die Feinde in die Flucht, „acht und viertzig Galeen wurden genommen/ und zwo ertrenckt“. „Otto/deß Keysers Son/ward gefangen“ und nach Venedig gebracht. Auch Kellner beschreibt die Übergabe eines Ringes an den Dogen, um feierlich die Vermählung mit dem Meer zu begehen, damit jeder sehen könne, „daß durch Kriegßrecht ir das Gebiet und Herrschung habt uber das Meer“ (S. 32r). Otto, der unter der Bedingung, seinen Vater zum Friedensschluss mit dem Papst und Venedig zu bewegen, freigelassen wurde, wurde von seinem Vater „mit sehr grosser freude angenommen und empfangen“, zumal sich der Vater „sehr viel sorg seines lebens halb“ gemacht habe. Otto habe nun ausgeführt, man führe einen „ungerechten Krieg“, und man habe Gott und alle Heiligen gegen sich. Dem von den Worten des Sohnes überzeugten Kaiser zog „Peter Ziani/deß Hertzogen Sohn/mit sechß Galeeren entgegen biß gen Ravenna“. Vor San Marco erwartete Alexander den Kaiser auf „einem vergülten Stuhl sitzend“, Friedrich küsste dem Papst die Füße, dieser hob ihn sofort auf und küsste ihn auf den Mund. Dann gingen sie zum Altar und nun „bath Keyser Friederich den Bapst demütiglich umm verzeihung/ und ehret in als einen rechten Bapst und Statthalter Christi“. „Man sagt“, dass beiden „zween Himmel“ gebracht worden seien, woraufhin „der Bapst befohlen / daß man den einen dem Hertzog von Venedig ubertragen / auch er unnd seine nachfolger sich dessen ewiglich gebrauchen solten. Auch verehret in neben dem der Bapst mit einer weisen wächsernen Kärtzen.“ Nach der Rückkehr nach Rom ließ Alexander dem Dogen acht „eherne Pfeiffen“ und acht „Fahnen“ bringen, in Erinnerung an jenen Sieg. Diese Dinge gebrauchten die Venezianer, „wie sie auch noch heutigs tags thun“. Der alte Doge starb und wurde in „S. Georg“ beigesetzt; „demselbigen Closter setzt er viel Güter und Eynkommen/in der Kauffmansgaß“. Auch sei sein Grabstein noch zu lesen – Kellner liefert eine gereimte Übersetzung ins Deutsche – und mit dem Todesdatum April 1178, bzw. „OBIIT ANNO DOMINI M. C. LXXVIII. MENS. APRIL.“, ausgestattet gewesen.

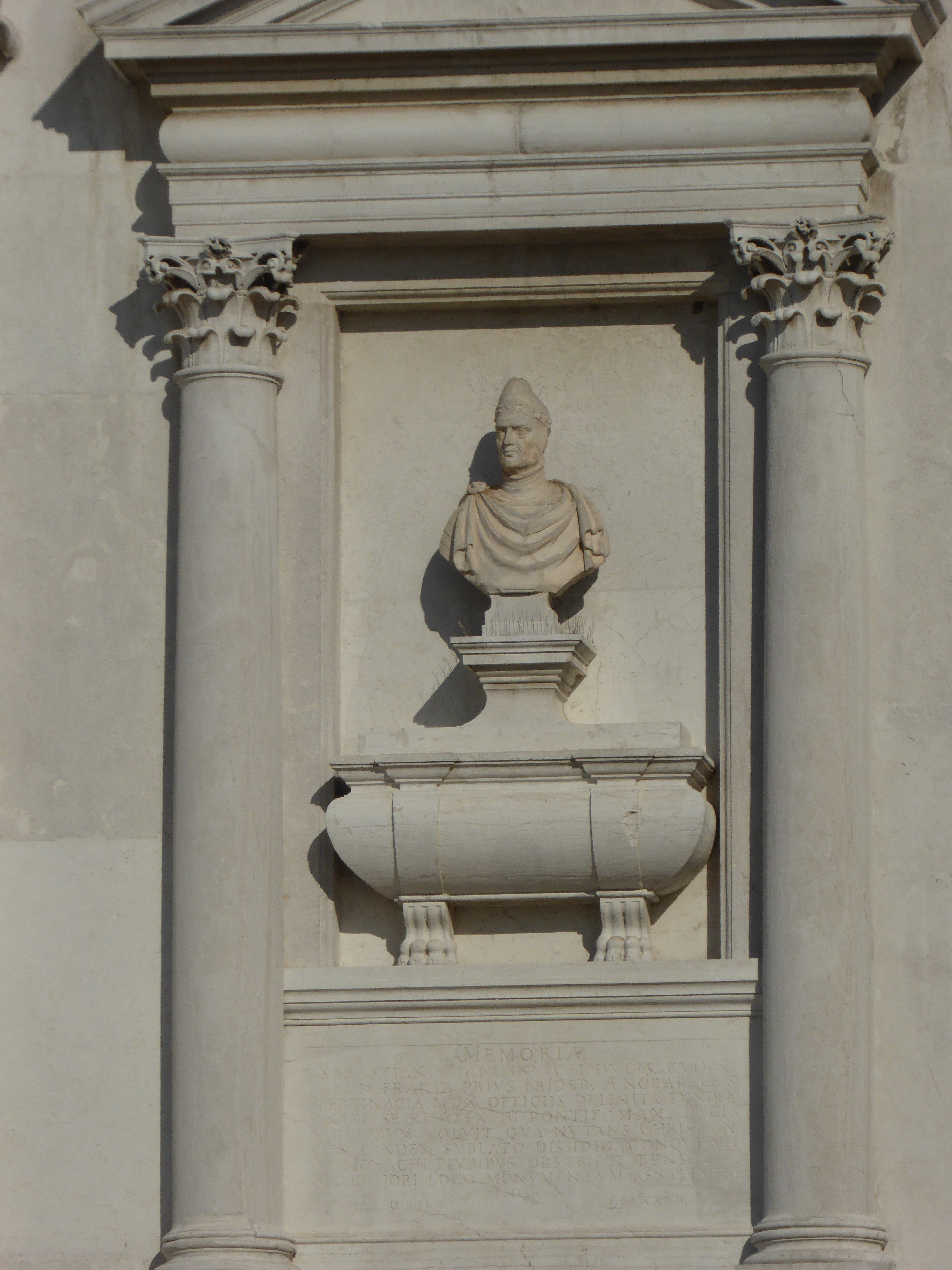
Büste des Dogen an der Kirche San Giorgio Maggiore, eines der letzten Werke von Giulio Del Moro (1555 – nach 1618)

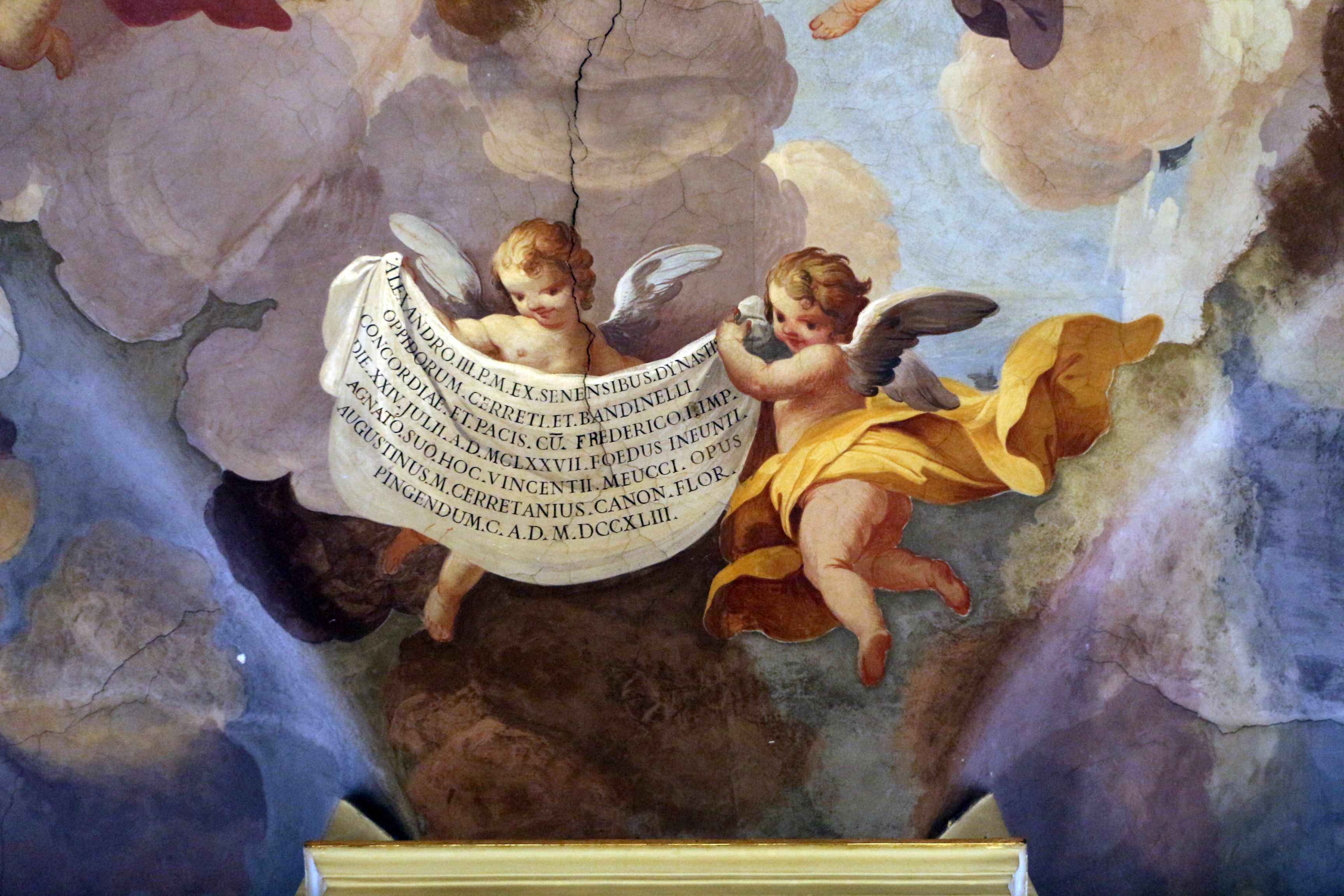
Putten erläutern den Zusammenhang auf einem Spruchband.

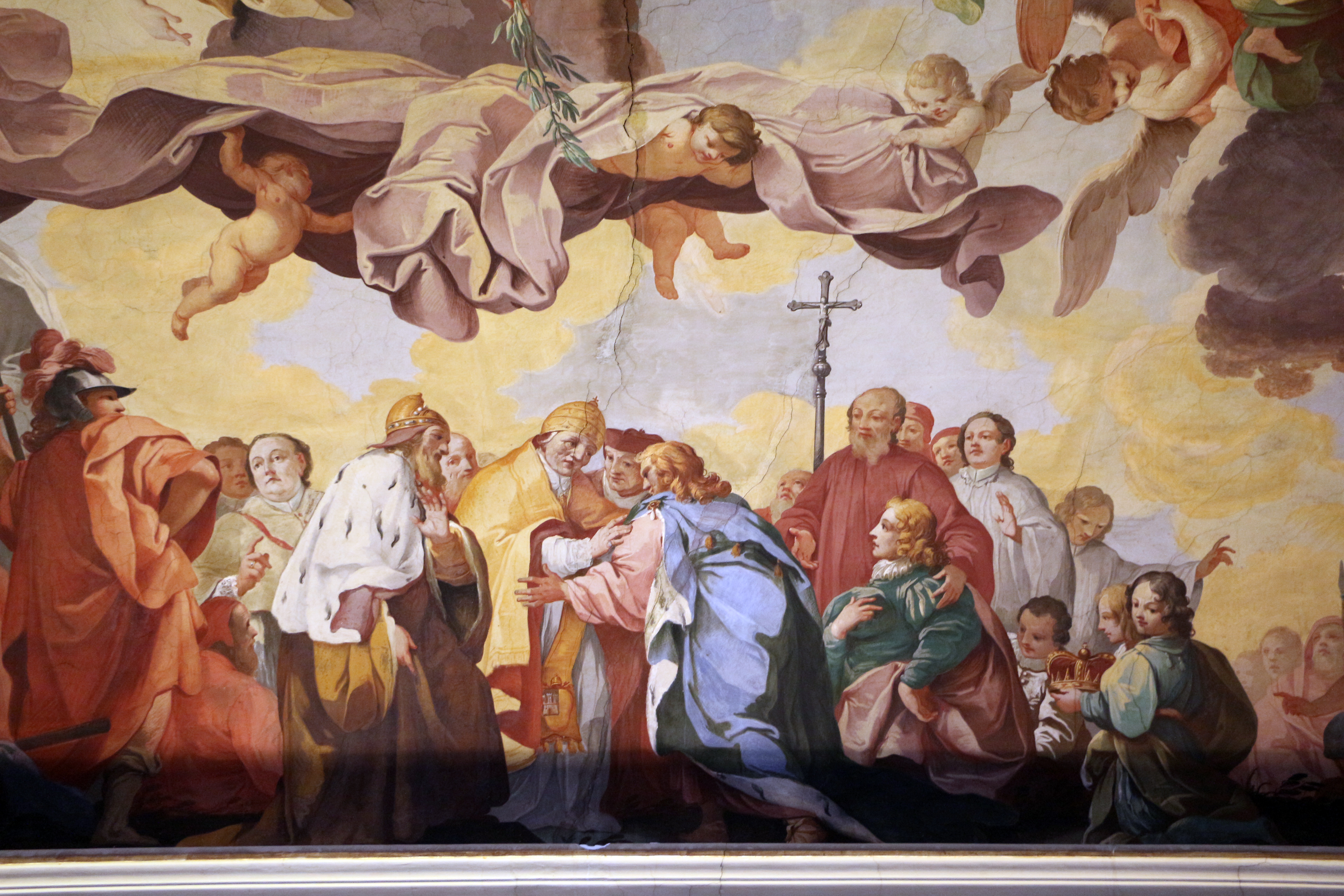
Vincenzo Meucci (1694–1766): Papst Alexander trifft Kaiser Barbarossa in Venedig (Detail eines Deckengemäldes), links der Doge Sebastiano Ziani, erkennbar an seiner Mütze, 1744, Barbarossasaal, Palazzo dei Cerretani, Florenz (Detail)

Francesco Sansovino zählt in seinem Opus Venetia città nobilissima et singolare gleichfalls Ziani gleichfalls als 38. Dogen, der 1173 mit 70 Jahren sein Amt angetreten habe (S. 230v). Auch nach ihm wurde Sebastiano Ziani als erster Doge nach dem neuen Wahlmodus in sein Amt gebracht (S. 179v), gewählt von 11 oder 12 Elektoren (S. 230v). Er war der erste, ‚wie man sagt‘, der Geld unter das Volk warf (181v), eine Sitte, die nach dem Autor vom byzantinischen Kaiser übernommen wurde (S. 230v). Er habe, diesmal mit „37.galee“ „contra l'armata di Federigo Imperatore“ gesiegt (S. 178v), und auch die Inschrift nahe Piran, an der Kirche „S. Giovanni di Salboro“, die an seinen Sieg über Friedrichs Flotte erinnert, zitiert er vollständig, um auch „Othone“ zu nennen (S. 198, S. 231r), den Sohn des Kaisers. Sansovino fühlt sich an dieser Stelle bemüßigt, Belege für diese Seeschlacht aufzuführen, denn ihre Existenz war außerhalb Venedigs bereits bestritten worden (s. u.). Daher zitiert er Petrarca: „Apud Venecias victus pacem fecit“; der Kaiser habe also Frieden geschlossen, nachdem er besiegt worden sei. Nach Sansovino ‚überantwortete Papst Alexander die Herrschaft über das Meer dem Dogen Sebastiano Ziani‘ (S. 122v, 199r–199v), dieser sei in Rom eingezogen und habe vom Papst eine Reihe von Geschenken erhalten (S. 183v). Sansovino zitiert aus den „Annali“ des Andrea Dandolo, „come testimone di veduta, di haver letto le commessioni del Doge Ziani fatte l'anno 1173. ambasciadori mandati da lui a Emanuello Imp. di Costantinopoli, segnate col piombo“, Dandolo habe also als Augenzeuge die mit Bleisiegel verschlossenen Sendschreiben des Dogen für die Gesandten von 1173 an den Kaiser gesehen (S. 188v). Sansovino gibt an, die Kirche San GeminianoQ sei von Ziani oder seinem Vorgänger abgerissen worden (S. 196v). Schließlich nennt der Autor Ziani als Gründer der „Magistrati & Giudici“ (S. 211r). In seinem Testament habe der Doge nicht nur die bekannten Immobilien auf San Giorgio Maggiore und nahe dem Markusplatz vermerkt, sondern auch ‚Mühlen‘ („molini“, S. 201r). Nach seinem Tod entstand eine „vacanza“ bis zur Wahl seines Nachfolgers (S. 231v). – In seinem Werk Delle Cose Notabili Della Città Di Venetia, Libri II. erwähnt Sansovino darüber hinaus, dass das Erbe des Dogen so umfangreich gewesen sei, dass ein zweiter Prokurator eingesetzt werden musste, um es zu verwalten (S. 22). Auch erwähnt Sansovino den Sieg über Otto, den er demnach gefangen nahm, sowie den Ring des Papstes als Symbol der Herrschaft über das Meer. In diesem Zusammenhang zitiert er ausdrücklich „Sabellico“, um sich zugleich explizit gegenüber der Meinung abzusetzen, den in der Seeschlacht ohne Sakrament Untergegangenen würde damit wenigstens Respekt erwiesen (S. 27). Auch hier wiederholt er die Geschichte vom besagten Sieg über Otto und dessen Gefangenschaft (S. 105), nennt aber nicht die Zahl der Schiffe, die dem Kaisersohn zu Gebote standen. Stattdessen erwähnt er die 30 „Navilij“, die der Doge mit „giente scelta“, mit ‚ausgesuchten Leuten‘ also, besetzen ließ (S. 106) – was den Sieg über die zahlenmäßig überlegene Flotte oder aber die geringe Zahl an zur Verfügung stehenden Schiffen erklären mochte. Schließlich ergänzt er die Geschichte vom langen, unerkannten Aufenthalt des Papstes in Venedig, von der Entdeckung durch „un certo Commodo di nation Francesoe“, der als Pilger auf dem Weg ins Heilige Land durch Venedig gekommen sei. Er ‚konnte erst nicht glauben‘, dass er den Papst gesehen, den er in Rom bereits erblickt und von dem er geglaubt habe, er sei tot oder in Konstantinopel. Dann habe er, ohne ein Wort zu sagen, die Kirche verlassen, habe dem Dogen die Kleidung und die „fisionomia“ des Papstes beschrieben, damit dieser ihn aufsuchen und ihn erkennen würde (S. 24 v–25r). Tatsächlich, so die Erzählung, habe Commodo den Papst wiedererkannt und ihn dem Dogen gezeigt. Dieser warf sich dem Papst nach dem Gottesdienst zu Füßen.

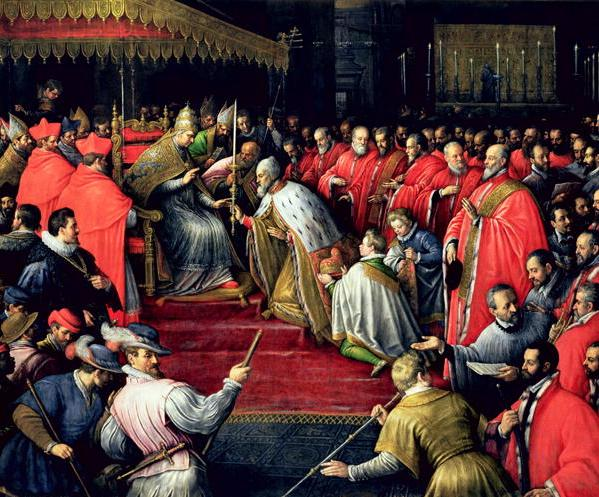
Alexander III. übergibt dem Dogen Sebastiano Ziani eine weiße Kerze als Zeichen seiner Autorität, Leandro Bassano (1557–1622), Sala del Maggior Consiglio, Dogenpalast

In der Übersetzung von Alessandro Maria Vianolis Historia Veneta, die 1686 in Nürnberg unter dem Titel Der Venetianischen Hertzogen Leben / Regierung, und Absterben / Von dem Ersten Paulutio Anafesto an / biss auf den itzt-regierenden Marcum Antonium Justiniani erschien, zählt der Autor, abweichend von Marcello, Kellner und Sansovino, „Sebastianus Ziani, Der 39. Hertzog“. Dieser sei „der Erste gewesen/welcher den an noch heut zu Tag üblichen Gebrauch viel und unterschiedene Geldmüntzen unter das Volck / damit er desselben Zuruffen und Freudengeschrey desto eher erhalten möchte/auszuwerffen/angefangen hatte.“ Er bemühte sich, den Mord an seinem Vorgänger zu rächen, „indem durch seinen gethanen Fleiß der Böswicht / der dem Hertzogen den Stich gegeben / und einer mit Namen Marcus Casuol gewesen/entdeckt und aufgehangen worden ist“ (frühere Autoren hatten den Namen des Mörders Marco Casolo nicht genannt). Auch ließ er den Dogenpalast „erweitern / und ihn mit viel und raren Sachen bezieren/ als auch die herzlich und schöne Kirche des H. Georgen aufbauen / wie nicht weniger die andere St. Jeremias genannt“, wo er vor der Wahl gewohnt hatte. Auch Vianoli erwähnt die besagten Säulen, von denen zwei auf dem Markusplatz aufgestellt und mit Darstellung der Heiligen Markus und Theodor ausgestattet worden waren (S. 233). Der zuständige lombardische Baumeister „baute auch die grosse Brucken/welche die Insul Rialto aneinander hänget“, allerdings ergänzt er, dem Meister und seinen Nachkommen sei dafür eine jährliche „Pension“ zugesprochen worden. Auch habe sich niemand gewagt, die beiden Säulen aufzurichten, was er allein mit acht Personen zuwege gebracht habe. – Friedrich mit dem „Zunamen Barbarossa“ lag nun im Krieg mit Alexander III., ein Römer namens Octavianus habe sich „als ein Pabst aufgeworffen“. Alexander floh nach Venedig, wohin er „sich salviret hatte“. „Nachdeme er aber von einem Burger mit Namen Commodus, erkennet / und solches dem Raht alsbalden angesaget / ward er mit gebührenden Ehrenbezeigungen von dem Hertzog und gantzen Senat hernachmals gehalten und tractiret worden“. So gingen „etliche Abgesandte an den Kayser“, doch wurden sie mit Kriegsdrohungen „abgefertiget“, falls sie den Papst nicht auslieferten. „Die Kayserliche Armada bestunde damalen in 75. Schiffen“, doch wurde sie von den 30 Schiffen der Venezianer unter Führung Zianis besiegt. Folgt man Vianoli, so wurden 28 Schiffe erobert und zwei versenkt (immerhin 20 weniger als noch bei Kellner). Auch hier wurde „Otto des Kaysers Sohn / der die Armada commandiret /selbstn gefangen“ (S. 236). Der Papst zog nach diesem Sieg einen Ring vom Finger und sagte: „Nimm hin Hertzog diesen Ring / und aus meiner als Päbstlicher Macht / solt du dich mit dem Meer / gleich als ein Ehemann mit seiner Frauen / Krafft dieses Pfands vertrauen und verbinden / und solst dasselbe künfftig alle Jahr thun / du und deine Nachkömmlinge auf einen gewissen Tag“. Otto wurde aus der Gefangenschaft entlassen, unter der Bedingung, den Vater zum Frieden zu bewegen. Dies gelang, wie die Chronisten übereinstimmend berichteten, so dass Friedrich sich „nach gegebenem sicherem Geleit“ nach Ravenna begab, wo ihn Petrus Ziani, der Sohn des Dogen, mit sechs Galeeren entgegenkam. Der Papst erwartete den Kaiser „vor der Kirchthüre H. Marci / auf einem güldenen Stul sitzend“. Auch Vianoli beschreibt den Fußkuss und die nachfolgende Erhebung durch den Papst, dessen Kuss auf den Mund, und, wenn auch abgemildert durch „etliche Scribenten wollen allhier“, den Fuß auf dem Hals des Kaisers. Alexander soll aus den Psalmen zitiert haben: „super aspidem & basiliscum ambulabis, worüber der Kayser geantwortet / non tibi, sed Petro, deme der Pabst versetzet / & mihi & Petro“. Dann folgt auch bei Vianoli der Gang zum großen Altar, wo der Kaiser um Verzeihung gebeten und Alexander als Papst anerkannt habe (S. 240). Dort, wo die beiden „Häubter einander umfangen“ hatten, soll zur Erinnerung ein kleiner Marmorstein mit einem Kreuz versenkt worden sein. Auch dass der Doge, wie Kaiser und Papst dies taten, allzeit einen „Himmel“ vorantragen lassen sollte, habe der Papst verfügt. Darüber hinaus sollten „zu desto mehrern Pomp“ acht „silberne Trompeten und Fahnen vorher getragen“ werden. Schließlich sollte der Doge seine „Credentz-Schreiben“ statt mit Wachs nunmehr mit Blei besiegeln, „gleichwie die Päbstlichen Bullen“, was noch in Vianolis Zeit geläufig gewesen sei. „Nachdeme nun der Fürst zu einem hohen Alter gekommen / und sechs Jahr lang ohngefehr dem Vatterland vorgestanden / hat er der Welt abgesagt / kurtz darauf seinen Geist aufgegeben“.
Für Jacob von Sandrart wurde „Sebastianus Zianus der Reiche“ in seinem Opus Kurtze und vermehrte Beschreibung Von Dem Ursprung / Aufnehmen / Gebiete / und Regierung der Weltberühmten Republick Venedig erst im Jahr 1173 im Alter von 70 Jahren „erwehlet“. Auch zählte er ihn wieder als 38. Dogen. Dieser regierte demnach „doch noch acht Jahren in Frieden“. Da er dem Papst gegen Kaiser „Fridericum Barbarossam beygestanden“ habe, „so beschenckte ihn der Pabst mit einem güldnen Schwerdt / und andern herzlichen Ritters-Zeichen / sambt einem güldnen Ringe / mit welchem er sich alle Jahr mit dem Hadriatischen Meer / als mit seiner Braut vermählen/ und also die Herrschafft über dieses Meer beständig behaupten solte“. Für Sandrart hatte Kaiser Manuel I. der Stadt die drei Marmorsäulen „verehren“ lassen, „davon eine verwahrloset ward und ins Wasser fiel / auch biß anhero nicht können heraus gebracht werden/wie man sie dann etwan noch auf dem Grunde soll ligen sehen“ (S. 37). Nur einem Lombarden gelang es, die anderen beiden Säulen aufzurichten. Nur dort, so sei verfügt worden, sollte es erlaubt sein, „mit Würffeln auch falsch zu spielen“. Bei Sandrart erhielt der Lombarde allerdings nur eine lebenslange Versorgung. Der knapp summierende Autor berichtet darüber hinaus, dass bei Hinrichtungen, etwa, wenn jemand mit „Verständnuß mit dem Türcken gehabt zu haben“ überführt wurde, auf die Säulen eine goldene Stange gelegt und der Delinquent mit „güldnen Strick“ hingerichtet werde.

### Anfänge der Kritischen Geschichtsschreibung bis zum Ende der Republik Venedig (1797)

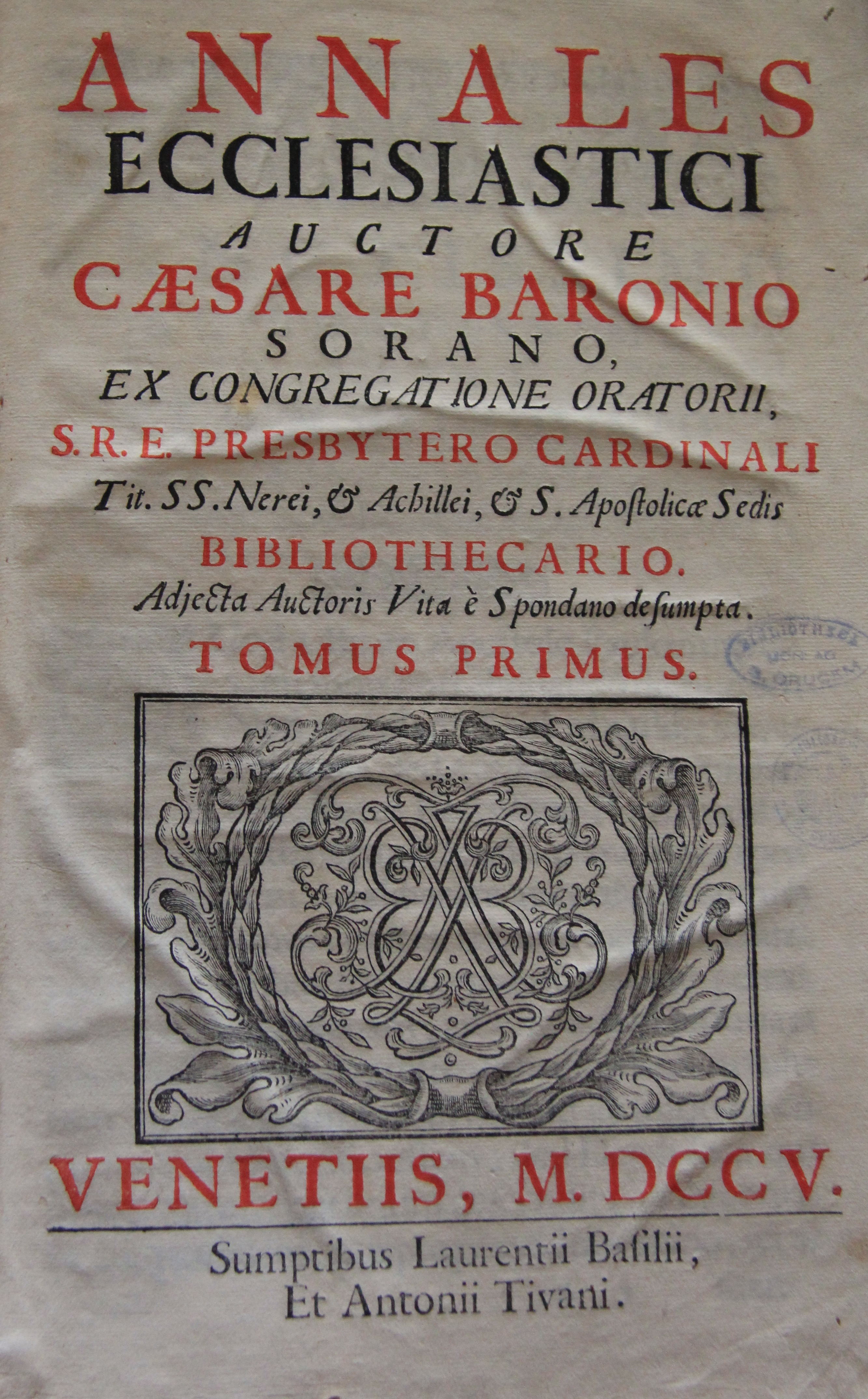
Titelblatt des ersten Bandes der venezianischen Ausgabe von Cesare Baronios Annales ecclesiastici, erschienen in Venedig 1705. Baronius war nach LeBret der erste, der die angebliche Seeschlacht zwischen der Flotte Venedigs unter Ziani und einer Flotte des Römisch-deutschen Reiches unter Führung des Kaisersohnes Otto ignorierte (Seeschlacht von Salvore). Inzwischen akzeptierte die Republik Venedig das zwölfbändige Werk, sodass auch dort eine entsprechende Ausgabe erscheinen konnte, wie sie bereits 1588 bis 1607 in Rom erschienen war.

Johann Friedrich LeBret publizierte 1769 bis 1777 seine vierbändige Staatsgeschichte der Republik Venedig, worin er im 1769 erschienenen ersten Band konstatiert, dass „wurden die elf Wählenden auf die bestimmte Weise auserlesen, und ihnen der Auftrag gethan, denjenigen zu wählen, den sie für den weisesten und gesetzmäßigsten halten würden“, woraufhin LeBret die Namen der überlieferten Dogenwähler aufführt. Nach ihm wurden die Wähler in einem Saal des Dogenpalasts eingeschlossen. Bei der ersten Wahl erhielt laut LeBret Orio Mastropiero die Mehrheit. Doch dieser wandte ein, dass man einen Mann wählen solle, der einen Teil der öffentlichen Aufwendungen aus eigener Kraft aufbringen könne, und so schlug er Sebastiano Ziani vor. Daraufhin wurde dieser gewählt und der Volksversammlung vorgestellt, die ihn durch Zuruf anerkannt habe; denn das Volk hatte der Adel noch nicht „seines Rechtes“ „beraubet“, glaubt der Autor. „Um ihm den Verdruß zu versüßen, daß er nicht unmittelbar an der Wahl hatte Theil nehmen dürfen, ließ er sich auf dem öffentlichen Platze herum tragen, und warf eine beträchtliche Menge Geldmünzen unter das Volk aus“ (S. 360). Das Volk „fieng an, die Kette gern zu tragen, die man ihm anlegete, weil sie übersilbert war.“ Der neue Doge schwor – „bisher haben wir dies von keinem einigen Dogen bemerket“ – „die Freyheit der Kirche zu erhalten.“ „Es ist dies die erste Spur der herzoglichen Promission“, und erst nach diesem Eid händigte ihm der Primicerius die herzoglichen Fahnen aus, und es erfolgte die Amtseinsetzung im Dogenpalast. Den Mörder seines Amtsvorgängers ließ er hinrichten, doch „nichts ängstigte ihn mehr, als die Schuldenlast, in welche der Staat durch den vorigen Fürsten gestürzet worden.“ „Die Schatzkammer hatte große Summen zu entrichten, und die Einnahme war gering.“ Demzufolge „belegete man alle Capitalien mit Sequester, übergab die Verwaltung der Gelder einem Procurator des heil. Markus, und befriedigte die Gläubiger mit der Versicherung, daß, so bald sich der Staat wieder in etwas würde erholet haben, ihre Anforderungen befriedigt werden sollten.“ LeBret bezeichnet dies als „ersten Staatsbanquerott der Venezianer“ (S. 362) und stellt zudem die Geldnot des Staates in den Mittelpunkt. „So weit hatte sie Immanuel gedemüthiget“, weist der Autor auf die Ursache hin. Bei LeBret waren die besagten beiden Säulen ganz anders nach Venedig gekommen, nämlich nicht als Geschenk Kaiser Manuels, sondern sie waren Beutegut aus der Strafexpedition des „Dominicus Michieli“. Sie stammten von den „Inseln des Archipelagus“ und waren Granit-Monolithen von gleicher Größe. Doch Venedig fand niemanden, der die beiden verbliebenen Säulen – eine war ja schon im Meer versunken – aufzurichten in der Lage war. Der Lombarde „Nikolaus Baratiere“ war dazu in der Lage, verlangte aber, dass unter ihnen Karten gespielt werden durften, eine Stätte, die erst unter dem Dogen Gritti als Hinrichtungsplatz umgewidmet wurde. Angeblich bildete der Lombarde fortan in der „Baukunst und Mechanik“ aus und erhielt ein lebenslanges „Gnadengehalt“, genauso wie seine Nachkommen. „Dieser Schule hat Venedig seine Rialtor Brücke zu verdanken“, behauptet LeBret. – Als Kaiser Manuel erkannte habe, dass Venedig aus „Mangel an Gelde“, dazu von der Pest getroffen, kaum reagieren konnte, habe er den Gesandten, die Zianis Vorgänger nach Konstantinopel geschickt hatte, gedroht, Venedi zu „zernichten“. „Und den Heinrich Dandulus, der als ein dreister Patriot ihm frey geantwortet hatte, durch schnelle und unvermuthete Vorhaltung eines glühenden Metalles erschreckete, und ihn fast gänzlich seines Gesichtes beraubete. Der standhafte Dandulus ertrug diese barbarische Gewaltthätigkeit großmüthig, und eilete mit seinem Collegen nach Venedig“ (S. 363). Um die Handelsfreiheit zurückzuerlangen, schickte Ziani drei neue Gesandte, doch berichteten diese, der Kaiser habe kein wirkliches Interesse an einem Friedensschluss. Der Doge schickte besagten Dandolo und Johannes Badoer zu Wilhelm von Sizilien, um ein Bündnis gegen Byzanz zu schließen. Nun reisten kaiserliche „Botschafter“ nach Venedig, ohne Ergebnis jedoch, und auch die neuerliche Gesandtschaft Venedigs erzielte keine Ergebnisse. Währenddessen wiegelte die byzantinische Diplomatie Italien gegen Barbarossa auf, vor allem Italien. Als Erzbischof Christian von Mainz gegen die Stadt zog, unterstützte Venedig ihn bei diesem Vorhaben. Nach LeBret war es Christian, der Barbarossa riet, „diese Republik zu gewinnen“, und er veranlasste auch den Dogen dazu, einen Gesandten an den Kaiser zu schicken, um „einen immerwährenden Frieden mit dem Dogen und seinen Nachfolgern“ (S. 364). – Ziani berief eine Volksversammlung ein, um sich seinen Vorschlag einer Neuordnung der inneren Verhältnisse absegnen zu lassen. So wurden „Justiciarii“ bestimmt, „die ihren Namen von der Gerechtigkeit haben, welche in dem täglichen Handel beobachtet werden sollte.“ Sie führten die Aufsicht über die Handwerker, setzten ihren Lohn fest, entschieden als Richter bei Streitigkeiten zwischen diesen, wie sie ebenfalls „Kramläden“, Maße und Gewichte beaufsichtigten und die Gebühren für die Läden einzogen. „Der Überfluß des Getraides und des Mehles ist in einem jeden Staate, besonders in Italien, von der äußersten Wichtigkeit“ konstatiert LeBret (S. 365). „Man errichtete daher bereits zu den Zeiten des Ziani Korn- und Mehlmagazine in Rialto, und setzete denselben drey Aufseher vor“, die auch bei Ein- und Ausfuhren die Rechnungen führten. Die Ternaria wachte fortan über Öl und Käse, wie alle fetthaltigen Produkte, wobei Importe höher durch Zölle belastet wurden, als eigene Produkte. Wie bei vielen Historikern dieser Epoche werden also auch bei LeBret die späteren Verhältnisse in die Vergangenheit zurückprojiziert. So habe Venedig der Staatskasse bald mehr Geld eingebracht, als alle anderen Städte zusammen, setzt der Autor fort. Je drei Männer beaufsichtigten in ähnlicher Form den Wein, die Fleischereien, „die Einfuhr des Hornviehes“. – Außenpolitisch ging Ziani neue Wege. So schloss er ein Bündnis mit den früheren Dauergegnern, den Normannen Süditaliens. Selbst in dieser Situation gelang es nicht, mit Byzanz zu einem Abkommen zu gelangen. So erhielten Venedigs Händler Privilegien im Normannenreich, die Verhandlungen mit Kaiser Manuel wurden abgebrochen, Venedig verbündete sich mit Rimini gegen das mit Byzanz verbündete Ancona. „Auf einmal aber ward Venedig die Schaubühne, auf welche die halbe Welt die Augen richtete“ leitet LeBret über. Barbarossa suchte nach der Niederlage in der Schlacht von Legnano einen Friedensschluss. LeBret bezieht sich auf Andrea Dandolos Chronik, wenn er angibt, der Papst habe die letzte Nacht vor den Verhandlungen „im Kloster des heil. Nikolaus übernachtet“. Nachdem er feierlich „durch den Dogen, den Patriarchen, die Geistlichkeit und das Volk nach der Stadt abgeholet, und mit den größten Feyerlichkeiten in die Kirche des heil. Markus geführet“, sei ihm der Palast des Patriarchen „als das Ehrenquartier“ angewiesen worden. Die venezianische Geschichtsschreibung berichte, so LeBret, darüber ganz anders (s. o.), doch sei dies eine Geschichte „welche für den Pöbel von Venedig geschrieben“ wurde. „Sandi, der für die vernünftige Welt schreibt, vertheidiget auch dieses Mährchen nicht“ (S. 368). Erst in Ferrara wurde Venedig als Verhandlungsort anerkannt, der Papst kehrte dorthin am 9. Mai zurück. Die Erzählung, nach der Alexander III. den Venezianern gestattete, ihre Siegel mit Blei zu führen, widerspreche der Tatsache, dass dies die Dogen schon früher getan hätten. Ähnlich erfunden sei der Sieg der Flotte gegen Otto, doch „Venedig behauptet die Wahrheit dieses Sieges aufs hartnäckigste, und findet ein besonderes Staatsinteresse dabey, ihn der Nachwelt als wahr anzupreisen“ (S. 370). Das bleierne Siegel am Schreiben des Dogen sollte dem Kaiser womöglich nur zeigen, dass er mit dem Papst im Bunde stand, andere Vorgänge in den Legenden sollten staatliche Einrichtungen erklären, wie etwa, dass es einen „Leuchterträger des Fürsten“ gab, den man auf eine weiße, vom Papst dem Dogen übergebene Kerze zurückführte, oder die Tatsache, dass dem Dogen das Schwert in der Scheide nachgetragen wurde, was jedoch eher die Entmachtung des Dogen durch den Senat symbolisieren sollte, als dass es auf die Donation durch Alexander III. zurückginge.

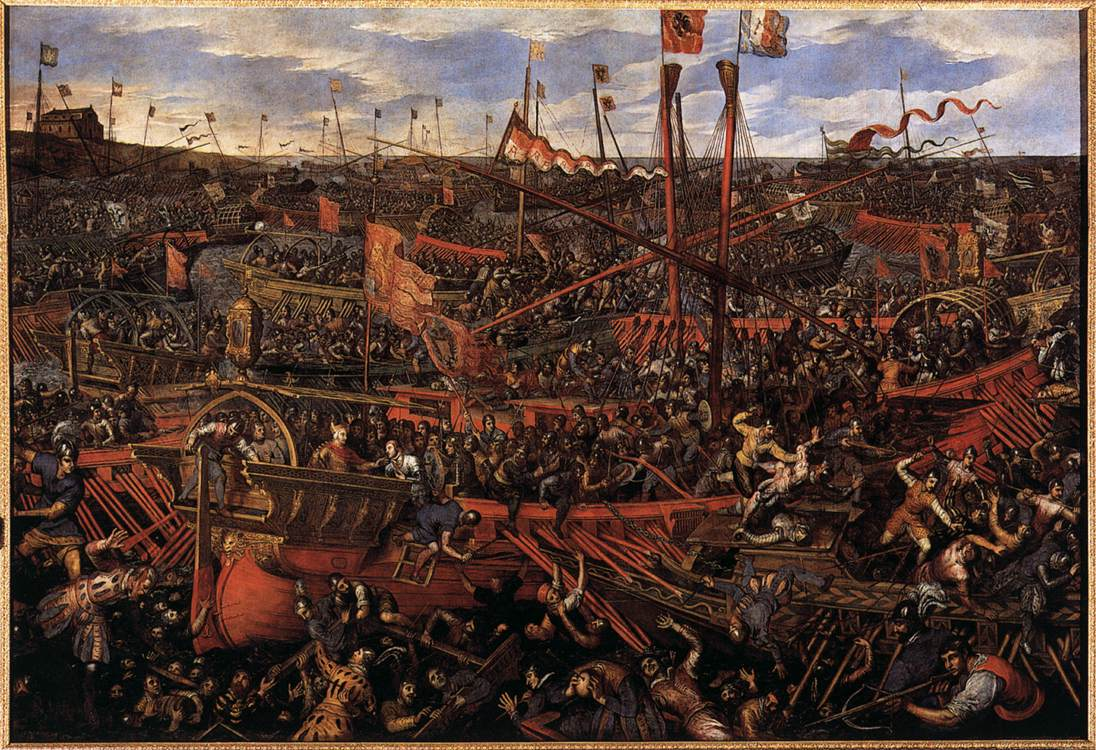
Die Seeschlacht von Salvore, in der, so behauptete die venezianische Geschichtsschreibung über Jahrhunderte, die viel kleinere Flotte Zianis über die des Kaisersohnes Otto gesiegt hatte. Das Gemälde stammt von Domenico Tintoretto (um 1605)

Besonders aber konnte man so die Vermählung des Dogen mit dem Meer erklären, die demnach Alexander aus Dankbarkeit für den Sieg über die Flotte des Kaisersohnes Otto gestiftet haben sollte. Doch LeBret misstraut der Darstellung insgesamt, denn kein einziger bedeutender Fürst sei in Begleitung Ottos gewesen: „ob es uns wohl sehr bedenklich scheint, daß die Geschichte nur den Namen des Prinzen bemerket, ohne einen einigen großen Herrn zu nennen, der in dessen Gefolge gefangen genommen worden“ (S. 372). Otto, bereit bei seinem Vater auf einen Frieden hinzuwirken, „gab sein Ehrenwort von sich, sich wieder als Gefangener zu stellen, wenn seine Bemühungen fruchtlos seyn sollten.“ LeBret führt aus, dass der erste, der die Erzählung ignorierte, Cäsar Baronius gewesen sei (Cesare Baronio, 1538–1607), dessen Annales ecclesiastici für die Ereignisse um 1177 auf der Chronik des Romuald beruhte, des Erzbischofs von Salerno, und einer von ihm im Vatikan entdeckten Handschrift (S. 373). Da sich die Päpste dieser Auffassung anschlossen, kam es nach LeBret zu einem diplomatischen Konflikt mit der Republik Venedig, wo man versuchte, anhand von Inschriften, Gemälden und der älteren Geschichtsschreibung die Historizität der Seeschlacht zwischen den Flotten Ottos und Zianis zu belegen. „Der sicherste Zeitpunkt ist das Jahr 1484, von welchen Zeiten an niemand der Geschichte selbst widersprochen hat. Ja, dieser kritische Krieg verursachte so gar an dem päpstlichen Hofe selbst eine eigene Congregation von Cardinälen.“ Die venezianischen Gesandten hätten die Sache in Rom so weit vorangetrieben, dass die entsprechenden Worte unter einem Gemälde durch persönliche Anweisung Papst Innozenz’ wiederhergestellt worden seien (S. 375). – Ansonsten hielt sich der Papst bei LeBret bis zum 18. September in Venedig auf, der Doge besuchte den Papst sogar in Rom. Alexander verabschiedete Ziani mit einem weiteren Geschenk, einem vergoldeten Sessel. Doch galt für den Dogen: „Bald war er ein treuer Beförderer der Bundesstädte, wenn er sah, daß Friedrich zu mächtig wurde; bald schloß er einen besonderen Frieden mit dem Kaiser, wenn er sah, daß er hierdurch Vortheile erlangte“ (S. 379). Ziani starb jedoch bereits am 13. April 1178, einen Tag nach seiner Übersiedlung ins Kloster San Giorgio Maggiore. „Er hatte Verunglückte mit seinem Vermögen unterstützet; er hatte den Geschmack in der Baukunst unter seinem Volke verbessert … er hatte die Sitten seines Volkes an sichere Regeln gebunden“. Die Prokuratoren von San Marco waren nach LeBret vor allem deshalb eingesetzt worden, um Vermögen zugunsten der Armen zu bilden und zu verwalten. Auf dem von ihm selbst zu Lebzeiten errichteten Grab wurde eine Inschrift angebracht, „welche eines so großen Mannes unwürdig war“ (S. 380).
Noch 1785 verteidigte man in Venedig die Historizität der Seeschlacht von Salvore, wenn sich der Autor Cristoforo Tentori auch nicht sicher ist, ob auf Seiten der Venezianer mit dem Flottenführer „Ziani“ der Vater oder der Sohn gemeint war. Zu diesem Zweck versucht der Verfasser die Glaubwürdigkeit der Quellen, insbesondere die Autorschaft Romualds von Salerno in Frage zu stellen, und, sollte der Erzbischof dennoch der Verfasser gewesen sein, so war er in jedem Falle Normanne und damit ein Feind Venedigs. Daher sei sein Schweigen, in einer für seine Feinde ruhmreichen Angelegenheit, ohne Gewicht (S. 90 f.). Dagegen führt der Autor eine Reihe von (sehr viel jüngeren) Inschriften auf, aber auch die Chronik des Andrea Dandolo, Gemälde im Saal des Großen Rates im Dogenpalast, ebenso wie ein Gemälde in Siena im Palazzo Pubblico (s. o.), aber auch in Augsburg, vor allem aber zahlreiche Chroniken; schließlich fügt er das besagte römische Gemälde an, das auf Druck Venedigs die Beschreibung der Schlacht zurückerhielt. Um den sehr jungen Otto als Flottenführer plausibel zu machen, folgt Tentori der früheren Datierung des Geburtsjahres Ottos von bis dato 1163 auf 1159, womit er seiner expliziten Auffassung nach 18 Jahre alt war. Denn für ihn fand die Schlacht, im Gegensatz zum in seiner eigenen Überschrift genannten Jahr 1174, nunmehr im Jahr 1177 statt (S. 97). Der Annahme seiner Gegner, das Reich habe gar keine Flotte im Mittelmeer besessen, entgegnet er, dass es sich wohl um Schiffe der italienischen Seestädte gehandelt habe, also von Genua, Pisa und Amalfi.

### Nachwirken der venezianischen Tradition, moderne Geschichtsschreibung

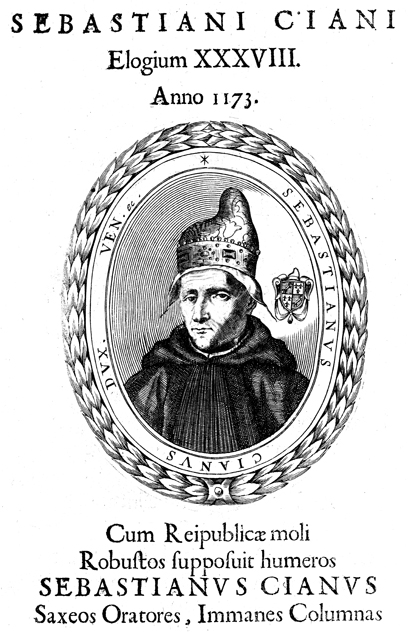
Leone Matina: Phantasieporträt des Dogen in der wohl ersten gedruckten Porträtserie aller bis dahin anerkannten Dogen, dem Ducalis regiae lararium von 1659

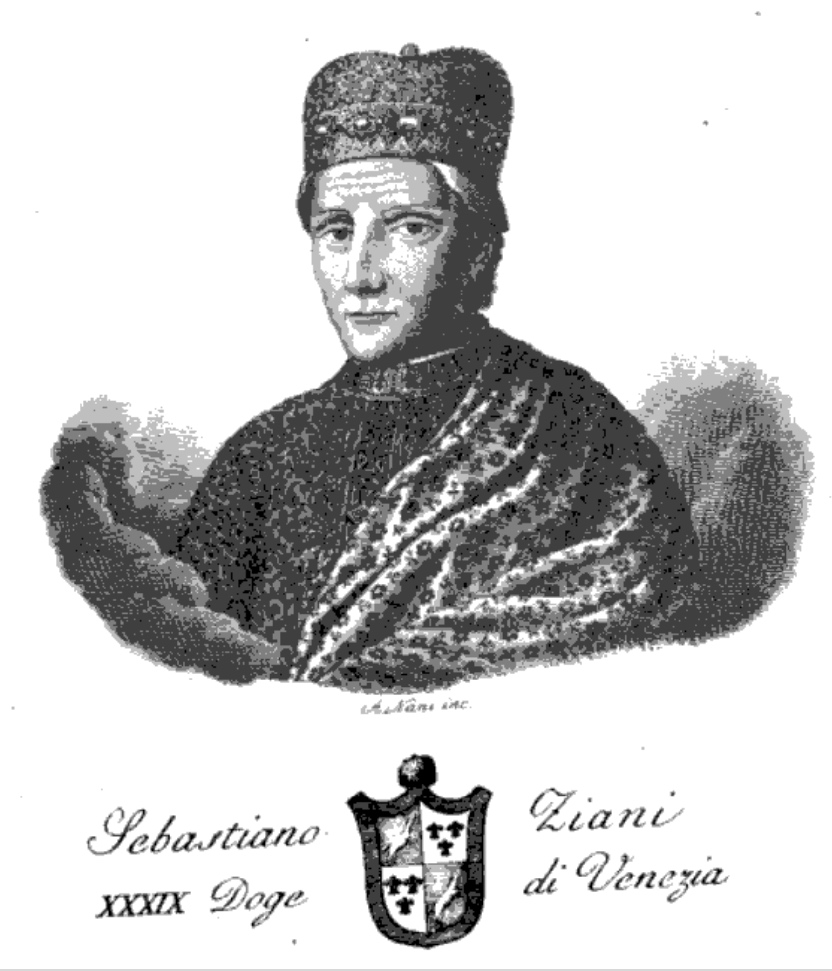
Vor 1834 gestochene Phantasiedarstellung des Dogen von Antonio Nani: Serie dei Dogi di Venezia intagliati in rame da Antonio Nani. Giuntevi alcuni notizie biografiche estese da diversi, Bd. 1, Merlo, Venedig 1840, o. S. (Google Books)

Weniger erzieherisch-moralisierend als LeBret, dafür mit nationalerem Grundton versehen, deutete Samuele Romanin die zu dieser Epoche schon weniger dürftigen Quellen; zudem zog er eine Reihe von zu seiner Zeit noch nicht edierten Handschriften aus den venezianischen Archiven und Bibliotheken heran. Dabei übernahm er allerdings unkritisch sehr viel spätere Angaben aus Manuskripten, die er eingesehen hatte, insbesondere was die innere Verfasstheit Venedigs anbetrifft. Zugleich nutzte er gelegentlich byzantinische Chroniken. In jedem Falle bemühte er sich noch mehr, die Hinweise auf das Leben des Dogen in den weiteren historischen Zusammenhang einzuordnen, wie er im 1854 erschienenen zweiten der zehn Bände seiner Storia documentata di Venezia auf über 30 Seiten zeigte. Den Bruch mit der bis zur Wahl Zianis praktizierten Verfassung begründet der Autor damit, dass es den Dogen gelungen war, die mäßigende Macht ihrer „consiglieri“ zu unterminieren, indem sie Einfluss auf die Amtsbesetzung nahmen, bis nur noch „devote“ Berater zur Verfügung standen, deren Einberufung in der Macht des Dogen stand. So sei es nicht überraschend, dass sie in den Urkunden nie auftauchen. Auf der anderen Seite habe der Einfluss der Volksversammlung sich in Tumulten und Gewaltakten niedergeschlagen. Es habe gut sechs Monate gedauert, bis sich eine entsprechende Veränderung durchsetzen ließ (S. 89 f.). Nach Romanin wurden nun je zwei Räte aus jedem Sestiere bestimmt, um die Dogenwahl durchzuführen. Jeder von ihnen wählte 12 Männer, so dass insgesamt 480 Gewählte zusammenkamen. Diese sollten fortan die Ämter der Republik vergeben und Gesetze dem Volk vorlegen. Ausdrücklich Gianantonio Muazzo (1621–1702) folgend, glaubt er, zu dieser Zeit sei bereits der „Consiglio de' Pregadi“ eingerichtet worden, der für die 480, den Großen Rat, die Vorlagen zur Abstimmung vorbereitete; später sei er „Senato“ genannt worden. Nur in einem Halbsatz räumt er ein, diese Institution sei erst unter „Giacomo Tiepolo“ stabilisiert worden (S. 92). Wie so häufig in dieser Zeit wurden die Verfassungsverhältnisse zu weit in die Vergangenheit zurückprojiziert.
Auch seien, so setzt der Autor fort, den Räten vier weitere hinzugefügt worden, um die Macht des Dogen zu begrenzen. Zudem sei ihm ausdrücklich untersagt worden, sich und seiner Familie ökonomische Vorteile in Verträgen mit auswärtigen Mächten zu verschaffen, wie es Orso I. Particiaco – bei Romanin „Orso Partecipazio I“ – getan hatte. Als Kompensation für den Machtverlust sei „la pompa esteriore“, ‚die äußere Prachtentfaltung‘, gesteigert worden. Auch hier zieht Romanin spätere Entwicklungen zeitlich vor, etwa die alle vier Jahre erfolgende Vereidigung des Volkes auf den Dogen, eine rituelle Handlung, die die Capi contrada, die Oberhäupter der Kirchspiele übernahmen (S. 92). Aus „varie Cronache“, wie Romanin anmerkt, lasse sich entnehmen, dass es gegen die Wahlrechtsänderungen erheblichen, lautstarken Widerstand gegeben habe, man nannte die Räte „tiranni e usurpatori“, sie würden das Volk von der Dogenwahl ausschließen wollen. Nach Tumulten, die nicht leicht zu beruhigen gewesen seien, habe man dem Volk verdeutlichen können, dass durch die Präsentation des neuen Dogen das Mitspracherecht gesichert sei, zumal dieser mit den Worten „Questo è il vostro Doge se vi piace“, ‚Dies ist euer Doge, wenn es euch gefällt‘, eben diesem Volk präsentiert wurde. Das Volk habe, hier folgt Romanin explizit dem Chronicon Altinate, schließlich akklamiert: „Viva il doge e Dio voglia, ch'ei ci procuri la pace“ – im Mittelpunkt stand also der Frieden. Nun berichtet Romanin, der neu gewählte Doge sei von einigen auf die Schulter gehoben und über den Markusplatz getragen worden; zum Dank habe Ziani große Mengen von Münzen in die Menge geworfen – doch die gestattete Menge an Münzen wurde, hier folgt der Autor Sansovino („Venezia descritta“), auf 100 bis 500 Dukaten begrenzt (S. 95). Doch die erste Sorge des neuen Dogen galt der Bestrafung des Dogenmörders Marco Casolo, den man aus seinem Versteck holte und ihn aufhängte, sein Haus in der „Calle delle Rasse“ wurde abgerissen und dort sollte, wie „un decreto“ festhielt, nie wieder ein steinernes Haus entstehen. Auch sollte jeder zukünftige Doge auf dem Weg nach San Zaccaria nicht mehr über die Riva degli Schiavoni gehen, sondern über die „via de' Santi Filippo e Giacomo“, was Romanin den Delle Inscrizioni Veneziane Cicognas entnahm (S. 96, Anm. 3; Romanin bezieht sich ausdrücklich auf Bd. IV, S. 566). An dieser Bestimmung äußert der besagte Emmanuele Antonio Cicogna auf derselben Seite Zweifel, die Romanin jedoch nicht erwähnt. Andrea Dandolo zitierend glaubt der Autor, die Rückzahlung der Anleihen habe verschoben werden müssen, präzisiert aber, diese würden für den weiteren Kampf gegen Kaiser Manuel und für die Unterstützung der Lega lombarda vonnöten sein. Diesmal auf Caroldo verweisend (S. 97) lässt er Enrico Dandolo, den der Kaiser hasste, noch mit knapper Not die Flucht gelingen. Was jedoch die angebliche Blendung Dandolos durch Manuel anbetrifft, so äußert auch Romanin Zweifel, denn seine Blindheit wird später nicht mehr erwähnt, als er Doge war, er selbst erwähne während der Kreuzzugsrede von 1202 sein Alter, aber nicht seine Blindheit. Zwar erwähne der byzantinische Chronist Niketas, Dandolo sei blind gewesen, doch nicht, dass dies auf einen kaiserlichen Befehl zurückgegangen sei. Eine Beilegung des Konflikts mit Byzanz sei wohl trotz neuerlicher Gesandtschaft misslungen (S. 97 f.). Hingegen gelang den Gesandten „Aurio Mastropiero“ und „Aurio Daurio“ im September 1175 der Abschluss eines Vertrages mit Wilhelm von Sizilien auf 20 Jahre. Dabei betont Romanin den freien Handel für die Venezianer, die Halbierung der Abgaben, die Rechtssicherheit, vor allem aber, dass Piraten und diejenigen, die mit Byzanz handelten, aus dem Normannenreich ausgeschlossen sein sollten (S. 98). Die besagten Belagerer von Ancona ließ der Doge unterstützen, doch scheiterten sie, so dass sich auch die Venezianer zurückziehen mussten. Daran anschließend schildert der Autor die Entwicklung bis zur Schlacht von Legnano (S. 99–101), dann die Verhandlungen zwischen Kaiser und Papst. Den Weg, den letzterer nach Venedig nahm, belegt er pauschal durch Philipp Jaffés Regesta Pontificum. Im Gegensatz zur legendären Annahme, der Papst sei heimlich und viel früher in Venedig angekommen, belegt Romanin zudem aus dem „Altinate“, dass Alexander III. vom Sohn des Dogen und den „principali“ der Stadt feierlich empfangen worden sei (S. 103 f.). Der Papst residierte nach Romanin im Patriarchenpalast bei San Silvestro. Dem Kaiser war Bologna als Verhandlungsort zu feindlich gesinnt, daher sollte der Papst einen geeigneten Ort aussuchen. Erste Verhandlungen über den Verhandlungsort drohten zunächst in Ferrara zu scheitern, wo der Papst am 10. April erschien. Am 9. Mai schiffte er sich nach Venedig ein, dort, in einer sicheren Stadt mit ausreichenden Mitteln, wie Romanin wiederum dem Altinate entnimmt, sollten nun die Verhandlungen stattfinden (S. 105). Am 24. Juli 1177 trafen Kaiser, Doge und Patriarch auf dem Schiff des Dogen zusammen, um von San Nicolò mit einer großen Menschenmenge auf zahlreichen Schiffen zur Markuskirche zu fahren, wo sie der Papst erwartete. Der Kaiser habe den Fuß des Papstes geküsst, doch wurde er von Alexander aufgerichtet, dann sei der Friedenskuss erfolgt. Die „ratificazione“ des Vertrages erfolgte am 1. August (S. 106–108). In einem Nachsatz erwähnt Romanin, der Vertrag mit Sizilien sei um 15 Jahre verlängert worden. Am 16. September wurde ebenso ein Vertrag mit Venedig geschlossen, in dem Kaiser und Doge ihren Händlern freien Zugang unter den üblichen Abgaben gewährten, Rechtssicherheit einräumten, aber vor allem untersagte der Kaiser seinen „sudditi“, über Venedig hinaus Handel zu treiben. Romanin sieht darin die Anerkennung einer Art Herrschaft über die Adria (S. 109), die Betonung lag jedoch eher auf der seit Heinrich IV. einsetzenden Maklerrolle im gesamten Handel zwischen dem Römisch-deutschen Reich und dem östlichen Mittelmeer. Schließlich ergänzt Romanin die zahlreichen Vergünstigungen, die Venedigs Kirchen durch den Papst erlangten. Als eindeutig falsch bezeichnet Romanin die Legende, nach der Alexander den Dogen Venedigs gestattet haben sollte, ein Bleisiegel zu führen, denn dies sei ja schon von seinem Vorgänger geführt worden (S. 109 f.). Nach ausführlicher Beschreibung der Vermählung des Dogen mit dem Meer schließt der Autor an, wie ein „concordato“ den Streit zwischen Grado und Aquileia beendet habe. Enrico Dandolo, Patriarch von Grado, verzichtete auf alle Rückerstattungen des seit 1016 geraubten Gutes, Grado blieben dafür die Obödienzen über die Bistümer auf Istrien und im Dukat Venedig. Ende September schließlich habe der Kaiser, Mitte Oktober der Papst Venedig verlassen. Die ausführliche Beschreibung und klare Belege sollten, so Romanin, alle Zweifel über den Verlauf und die Bedeutung des Vorganges ausräumen – allen voran die Briefe des Papstes und seiner Umgebung –, und zugleich die Überlieferung von Legendärem befreien.

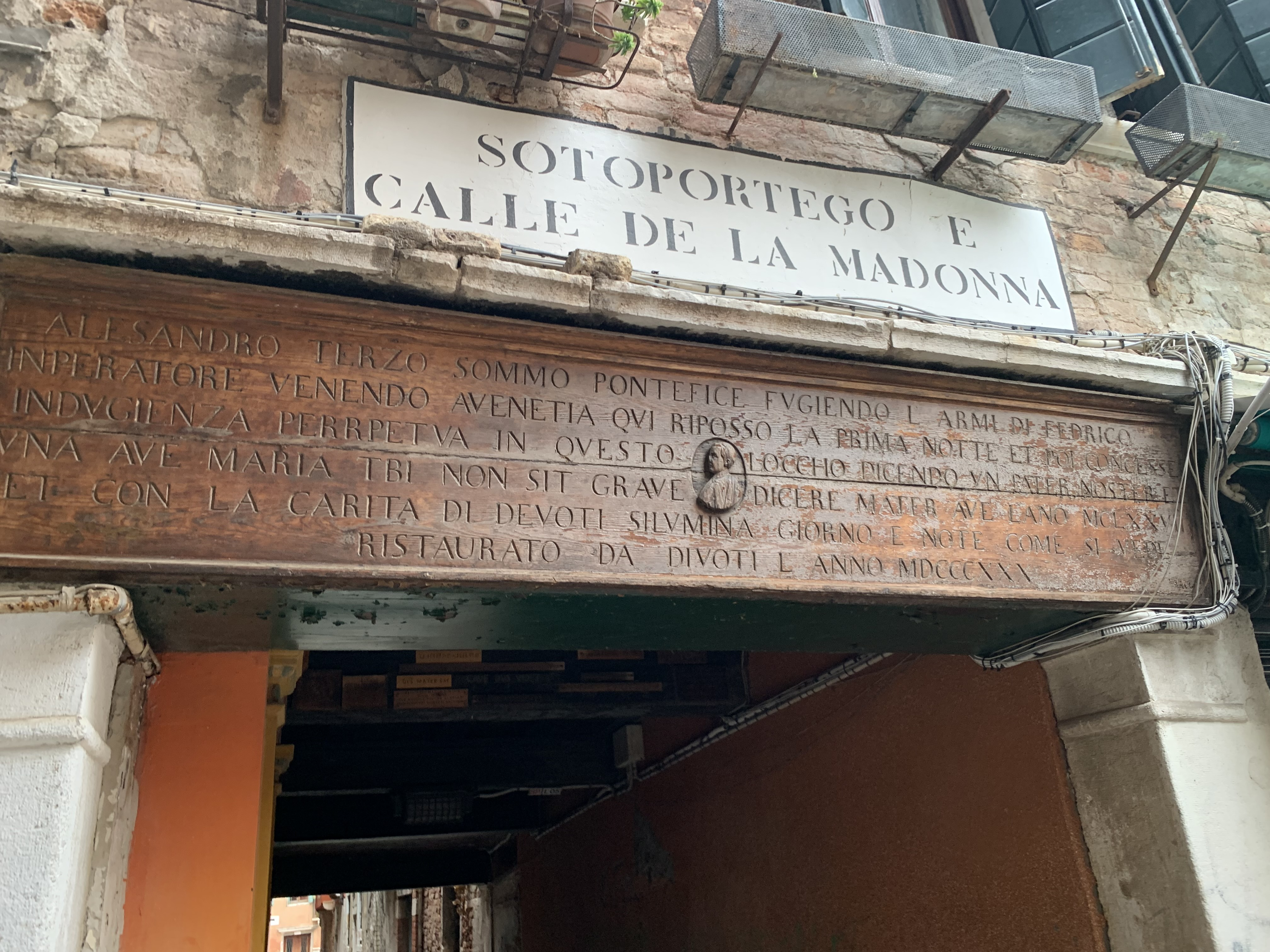
Noch heute befindet sich eine Inschrift auf einer Holztafel am Eingang zum Sotoportego e Calle de la Madonna nahe der Kirche S. Aponal. Diese Tafel war, wie es heißt, 1830 restauriert worden, stammte aber ursprünglich aus dem Jahr 1627. Darin heißt es, Papst Alexander habe dort auf der Flucht vor den Waffen Kaiser Friedrichs seine erste Nacht verbracht, er habe ewige Indulgenzen (Ablässe) eingeräumt, so man ein Pater Noster oder ein Ave Maria an diesem Ort spreche.

Diese volkstümlichen Geschichten seien berichtenswert – dabei verweist Romanin auf Cicogna –, und so wolle auch er sie verteidigen. So erzählt er von der Flucht des Papstes über Zara nach Venedig, wo er die erste Nacht auf dem nackten Fußboden von Sant’Apollinare verbrachte, wie eine dortige Tafel noch immer belege, wobei auch andere Kirchen in der Tradition genannt werden – auch hier verweist Romanin auf Cicognas Inscrizioni. Im Kloster Santa Maria della Carità wurde er als einfacher Kaplan empfangen, nach anderen Versionen als Spüljunge („guattero“). Demnach sei er erst nach sechs Monaten von einem Franzosen namens Comodo erkannt worden. Nach dessen Meldung habe der Doge den Papst festlich in den Dogenpalast geleitet und ihm darin Unterkunft bereitgestellt. Als die Unterhändler Filippo Orio und Jacopo Contarini den Kaiser zur Aufnahme von Verhandlungen in Pavia aufsuchten, beanspruchte dieser die Auslieferung des Flüchtlings, der sein Feind sei, vom Dogen und – ausdrücklich – vom Senat unter Kriegsandrohung (S. 113). Daran schließt sich die Geschichte seines 18- oder 19-jährigen Sohnes „Ottone“ an, dessen 75 Galeeren starke Flotte, unterstützt von Genuesen und Pisanern, von 30 venezianischen Galeeren besiegt wurde. Der Papst habe dem Flottenführer beim Aufbruch ein goldenes Schwert übergeben und das Unternehmen gesegnet. Eine Inschrift in Salvore belege noch diesen Seesieg (S. 114). Otto wurde gefangen genommen, dann jedoch großzügig zusammen mit zwölf Gesandten zu seinem Vater geschickt, um neue Verhandlungen aufzunehmen. Nun sollte Friedrich ein „salvacondotto“ für die Friedensverhandlungen in Venedig erhalten. Doch musste er in Chioggia bis zum Ende der Verhandlungen warten, um erst dann dem Papst gegenübertreten zu dürfen. Wie „Obone di Ravenna“, ein Zeitgenosse berichte, habe der Papst dem hingestreckten Kaiser, der ihm den Fuß küsste, den anderen Fuß auf den Nacken gesetzt, woraufhin der bekannte kurze Dialog entflammte, dem der Friedenskuss folgte. Hier wendet Romanin ein, dass die Flucht Alexanders im Jahr 1167 wohl kaum in Verbindung mit seinem Aufenthalt in Venedig im Jahr 1177 zu bringen sei. Auch habe der Papst keinerlei Grund gehabt, zu diesem Zeitpunkt zu fliehen. Dennoch fällt es dem Autor schwer zu glauben, die Schlacht von Salvore sei erfunden worden. Wie er in einer Fußnote anmerkt, nenne die „Cronaca Magno Cod. DXVI, t. IV, p. 79“ sogar die Flottenführer, darunter Sebastiano Ziani als „capitano general“ und zahlreiche andere. Dabei sei „amiragio della dita armada“ ein „Nicolò Contarini el zancho (il mancino)“, also ‚der Linkshändige‘, gewesen (S. 116 f.). So fasst Romanin zusammen: ‚Der Papst ging also nicht verkleidet nach Venedig, sondern in aller Öffentlichkeit, … er ging nicht nach Ferrara, um die Lombarden in der Liga zu halten, denn sie waren weit entfernt davon irgendeinen Vertrag mit dem Kaiser zu brechen, sie schickten nicht ihre Gesandten zusammen mit Otto zu Friedrich in Apulien, wo er seit 1168 nicht mehr gewesen war …‘, und auch der Fuß auf dem Nacken des Kaisers passe nicht dazu, dass dieser in den Schoß der Kirche zurückgekehrt sei. Auch erwähne dies keine zeitgenössische Quelle (S. 117). – Am Rande erwähnt Romanin noch den Vertrag mit Byzanz und die Kompensationsleistungen, die vereinbart wurden. Diese Positionierung in dem umfangreichen Beitrag passt zu den Verträgen, die mit Cremona (1173), Verona und Pisa (1175) abgeschlossen wurden, aber auch den Maßnahmen zur inneren Ordnung des Handels und des Handwerks, ‚den Interessen des Volkes und der öffentlichen Hygiene‘ („pubblica igiene“). Auch bei Romanin werden alle Aufsichtsämter unter Ziani eingerichtet, daneben „poi i giustizieri vecchi e nuovi“. Die städtebaulichen Maßnahmen, vor allem der Umbau des Markusplatzes, waren durch den Abriss der Kirche S. Geminiano bereits unter Zianis Vorgänger begonnen worden. Nun folgte die Neupflasterung (wobei Romanin betont), wie alte Chroniken berichten würden, und wie Ziani den Nonnen von San Zaccaria viel Land abgekauft habe. Dort wo sich heute die Procuratie vecchie erheben, wären Bauwerke von ähnlicher Gestalt entstanden, wie der Autor nach Sanudo betont. Manche behaupteten, die beiden Säulen seien von Ziani, andere, sie seien bereits von seinem Vorgänger aufgestellt worden (S. 121). „Nicolò Barattieri“, der Lombarde, der angeblich die zwei der drei untergegangenen Säulen als einziger hatte heben können, erscheint unter verschiedenen anderen Namen in den Chroniken, wie etwa in der Barbaro-Chronik. Dort war er „maestro de' Baradori e chiamavasi Nicolò Staratonius“. Barattieri sind heute Betrüger, daher wurde ihm unterstellt, er sei Kartenspieler gewesen. In jedem Falle werden ihm auch Mechanismen zugeschrieben, um Material auf die Höhe von Kirchtürmen befördern zu können (S. 122). Zianis Häuser zwischen den Mercerie und S. Giuliano dienten der Finanzierung der Gefangenenspeisung, die Einnahmen aus den Häusern von S. Giuliano Richtung Ponte de'Baretteri flossen hingegen dem Kloster San Giorgio Maggiore zu. Weitere sieben Kongregationen erhielten Zuwendungen. Ziani ging am 12. April 1178 im Alter von 76 Jahren in das besagte Kloster, wo er starb. Kurz vor seinem Tod habe er noch einmal das Wahlrecht für seinen Nachfolger geändert. Nun sollte der Große Rat vier Elektoren bestimmen. Diese waren Enrico Dandolo, Stefano Vioni, Marin Polani und Antonio Navigaioso.

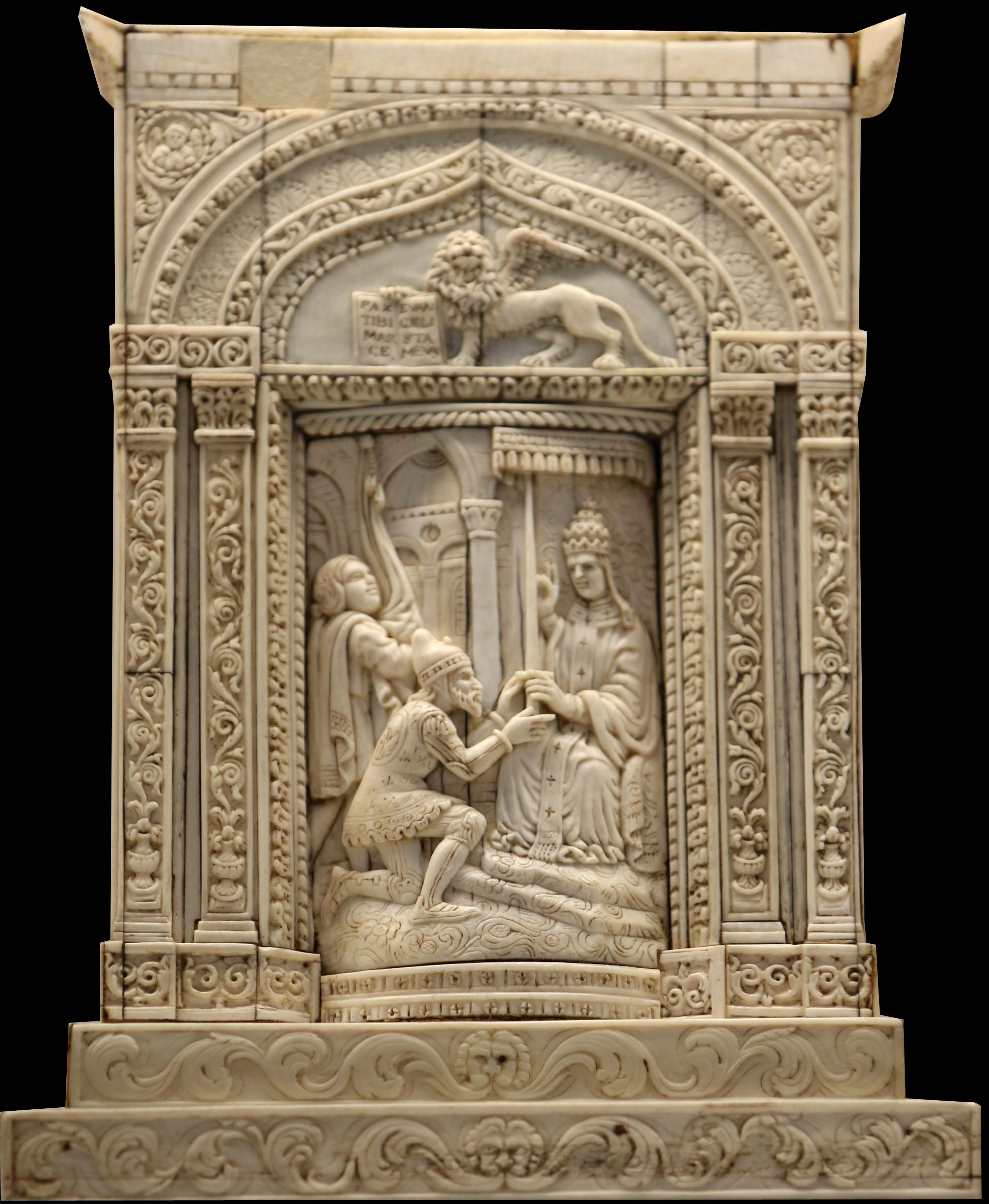
Diese 20 cm hohe Elfenbeinarbeit aus dem 17. Jahrhundert zeigt, wie man sich die Übergabe des Schwertes durch Papst Alexander III. an den knienden Dogen Sebastiano Ziani vorstellte; Basrelief, Musée des civilisations de l’Europe et de la Méditerranée, Marseille

In seinem Il Palazzo ducale di Venezia von 1861 räumt Francesco Zanotto der Volksversammlung größeren Einfluss ein, doch dieses Volk sei immer ‚leichtgläubig weil unwissend‘ („credulo perchè ignorante“) und ‚wankelmütig wie die See‘. Dies manifestiere sich in „tumulti ed atti violenti“ (S. 103), in Tumulten und Gewaltakten. Traditionell wurden zwölf Elektoren bestimmt, zwei für jedes Sestiere, mit denen ein mehrstufiges, vom Zufall mitgeprägtes Wahlverfahren begann. Als zur Wahl von 1172 elf Elektoren eingesetzt werden sollten, sei es, so Zanotto, zu Tumulten gekommen, und es sei nur mühsam gelungen, dem Volk zu vermitteln, dass damit sein Wahlrecht, nun in der Form bloßer Zustimmung, nicht gemindert werde. Je mehr die Republik später aristokratisch geworden sei, desto mehr sei das Approbationsrecht des Volkes gänzlich aufgegeben worden („ommessa del tutto“). Der sowieso beliebte Ziani warf nach der Wahl Geld in die Menge. Zunächst sorgte er für die Bestrafung des Attentäters Marco Casolo, dann ordnete er die Finanzen, um die „lega lombarda“ unterstützen zu können. So ließ er die Zinszahlungen aussetzen, die auf Anleihen (prestiti) gezahlt worden seien. Angeblich forderte das Volk den Frieden, und so schickte der neue Doge Gesandte nach Konstantinopel, doch schloss er auch ein Bündnis mit Wilhelm I. und entriss Byzanz seinen italienischen Stützpunkt Ancona. Bei ihm belagerten Venezianer und die Truppen Barbarossas wieder gemeinsam die Stadt, doch Lombarden und Romagnolen, gesammelt durch die „contessa Bertinoro“ und den „Marchesello, signor di Ferrara“, sprangen Ancona bei, so dass die Venezianer zu Winteranfang abziehen mussten. Ein Bündnis mit Rimini zwang die Anconitaner jedoch, ihre Pforten geschlossen zu halten. In der Schlacht bei Legnano siegten 1176 die Kommunen über den Kaiser, „una delle più care glorie d'Italia“, wie Zanotto zeitgemäß anschließt, eine der wertvollsten Ruhmestaten Italiens. Bei ihm war der Kaiser nun bereit, einen Frieden zu schließen, und er bat den Dogen in einem Brief um Vermittlung. Schon in Anagni ließ er durch Gesandte seinen Verzicht auf das „scisma“ verhandeln, und er erkannte nunmehr Alexander III. als legitimen Papst an. Dieser reiste auf einem normannischen Schiff, doch, so Zanotto, verschlug ihn ein Sturm an die Ostseite der Adria, wo er in Zara landete. So sei er weiter nach Venedig gefahren, da dort ein Friedenskongress geplant war. Weder gab es eine Seeschlacht zwischen der venezianischen und der römisch-deutschen Flotte unter dem Sohn des Kaisers, noch hielt sich Alexander unerkannt in Venedig auf – diese über Jahrhunderte tradierten Vorgänge wurden nicht mehr erwähnt. So kam bei Zanotto der Papst nach San Nicolò di Lido und wurde am nächsten Tag zum Patriarchenpalast geleitet. Mitte Mai habe der besagte Kongress begonnen. Als Friedrich nach Chioggia kam, verlangten viele, ihn nicht in die Stadt zu lassen, doch ließ ihn der Doge herein, nachdem er einige Stipulationen unterzeichnet hatte, und auch Alexander stimmte zu. Am 23. Juli brachten sechs Galeeren den Kaiser gleichfalls nach San Nicolò, um ihn ebenfalls am nächsten Tag gemeinsam durch den Dogen, den Patriarchen, durch Klerus und Volk, feierlich zum Markusplatz zu geleiten. Friedrich legte jedes Amtsornat ab und warf sich, ganz traditionell von Zanotto geschildert, zu Boden, um die Füße des Papstes zu küssen; dann wurde er aufgehoben und er erhielt den Friedenskuss. Nur führt er aus, wie der Kaiser am Gottesdienst des Papstes teilnahm, wie ein einfaches Gemeindemitglied. Dann nahm er Unterkunft, mit wenigen seiner Gefolgsleute, im Dogenpalast. Der Friedensvertrag sei am 1. August unterzeichnet worden, wozu ein sechsjähriger Waffenstillstand mit der Lega zählte, ein fünfzehnjähriger mit Wilhelm I. Am 16. September erkannte Friedrich alle Privilegien für die Venezianer, die seine Vorgänger ausgestellt hatten, an. Auch der Papst sei ‚großzügig‘ zu Venedig gewesen, denn er konsekrierte drei Kirchen: San Salvatore, Santa Maria della Carità, die „cappella d'Ognisanti“ im Patriarchenpalast, die von San Silvestro gelöst wurde. Dem Dogen übergab er die „Rosa d'oro“, von ihm selbst gesegnet. Angeblich veranlasste er auch ein Ende des jahrhundertealten Streits zwischen den Patriarchaten von Grado und Aquileia. Der Kaiser verließ die Stadt gegen Ende September, der Papst Mitte Oktober. Dies war einer der ‚ruhmreichsten‘ Momente der Geschichte Venedigs, der auf zwölf Gemälden im Saal des Großen Rates im Dogenpalast festgehalten wurde und in einem Gemälde im Saal des Rates der Zehn (S. 106). Auch mit Manuel I., so Zanotto, sei es zu einem Friedensschluss gekommen, die alten Privilegien seien wiederhergestellt, die Schäden wieder gutgemacht und eine Summe von 15.000 Golddukaten entrichtet worden. Dabei ergänzt der Autor, Ziani habe Handelsverträge mit Cremona im Jahr 1173, dann 1175 mit Verona und Pisa geschlossen und 1174 habe er, ‚um die Interessen des Volkes zu schützen‘, die Ämter der „giustizia vecchia“ gegründet. Dabei werden auch bei ihm alle anderen, sehr viel jüngeren Magistrate der Giustizia nuova gegründet. Darüber hinaus ließ er zur Verschönerung der Stadt die Plätze um San Marco vergrößern und pflastern, ließ die „fabbriche“ rund um den Markusplatz bauen, restaurierte und vergrößerte den Dogenpalast, ließ darüber hinaus die Säulen durch Nicolò Barattieri aufrichten (wie er nun hieß), und durch diesen auch die hölzerne Rialtobrücke bauen. Am 12. April 1178 entsagte Ziani der Dogenwürde, um am nächsten Tag auf San Giorgio Maggiore zu sterben und dort beigesetzt zu werden. Durch sein Testament bewies er seine Frömmigkeit gegen Gott und seinen Nächsten, denn durch seine Häuser, die er in den Mercerie bis San Giuliano besaß, versorgte er ‚arme Gefangene‘ mit Brot. Von San Giuliano bis zum Ponte de'Baretteri gingen die Häuser an San Giorgio Maggiore, deren Mönche nicht nur eine Kerze aufstellen sollten, sondern auch Armenspeisen auszugeben hatten, deren Details Zanotto auflistet. Auch erwähnt er die Renovierung der Kirche der Heimatgemeinde des Dogen San Geremia.
Quellenkritisch versierter argumentiert Heinrich Kretschmayr 1905 im ersten Band seiner dreibändigen Geschichte von Venedig. Dabei folgt er den Berechnungen, die wohl hinter der Belagerung Anconas gesteckt haben mögen, und die Venedig in Gegensatz zu den lombardischen Städten brachten, Byzanz gezielt schadeten und zugleich eine Annäherung an Barbarossa ermöglichten. Dafür setzten die Venezianer 40 Galeeren ein, darunter die seinerzeit berühmte Kosmos, das Riesenschiff des Romano Mairano, auf dem am 12. März 1171 zahlreiche Venezianer aus Konstantinopel geflohen waren (S. 259). Mit der kaiserlichen Niederlage bei Legnano „hatte sich die Richtigkeit der venezianischen Politik erst vollends erwiesen“, der Bund konnte allein bestehen. Im Herbst 1176 erschienen seine Gesandten in Rom, der „Papst versprach zu Schiff nach Ravenna oder Venedig abzugehen“, „Alexander III. wagte die stürmische Fahrt von Vieste am Monte Gargano ab die Küste Dalmatiens über Zara nach Venedig. Schützend folgten ihm elf sizilische Galeeren“, an Bord „Erzbischof Romuald von Salerno, der Geschichtsschreiber des Friedens von Venedig“ (S. 262). Inzwischen war der kurze Aufenthalt ab dem 23. März 1177 allgemein anerkannt, dann das feierliche Geleit durch den Dogen und die beiden Patriarchen zum Patriarchenpalast am 24. März, schließlich am 25. die Messe in San Marco. Seit Januar, als der Lombardenbund Bologna als Versöhnungsort durchgesetzt hatte, war das Verhältnis zwischen Kaiser und Venedig „immer freundschaftlicher“ geworden. „Friedrich fasste, so scheint es, eine persönliche Vorliebe für Sebastiano Ziani.“ Im März 1177 ließ er durch den Patriarchen von Aquileia eine umfangreiche Anleihe in Venedig aufnehmen. Der Papst las derweil am 3. April zum dritten Mal die Messe, zeichnete den Dogen durch Überreichung der goldenen Rose aus – und er schien sich ebenfalls auf Venedig festlegen zu wollen. Am 11. Mai befand sich Alexander wieder in der Stadt. Bei den Verhandlungen näherten sich Kaiser und Papst leichter an, als dies mit den Lombarden und Normannen gelang. Auf Antrag des Papstes kam man nur auf zeitlich begrenzte Friedensverträge, sechs Jahre mit den Lombarden, fünfzehn mit den Normannen. Am 12. Juli 1177 erschien Friedrich, auf Antrag des Erzbischofs Christian, in Chioggia, doch zögerte er. „Friedrich wurde von Abgesandten einer venezianischen Volkspartei (Populares), die mit demokratischen kaiserfreundlichen Tendenzen vereinigt haben mag und auch nicht ohne Verbindungen mit dem Dogen war, aufgefordert, nach Venedig zu gehen und die Versammlung zu sprengen“ (S. 264). Dies beunruhigte zudem die Lombarden, die nach Treviso gingen, ebenso wie die Normannen, die Galeeren zur Flucht des Papstes bereithielten. Nun griff Sebastiano Ziani endlich ein, der dem Kaiser den Zutritt nach Venedig nur mit Erlaubnis des Papstes gestattete. „Die Volksbewegung verflaute“ und Friedrich, der sich nicht entscheiden konnte, für oder gegen sie aufzutreten, ließ seine Verordneten den Eid auf den Frieden in die Hände des Papstes leisten. Am 23. Juli, einen Tag später also, ließ sich Sebastiano Ziani „durch seinen Sohn Pietro (oder Jacopo?) feierlich nach S. Nicolò di Lido einholen“, wo Friedrich und seine Leute vom Bann gelöst wurden. Am nächsten Tag schließlich „fuhr er, geleitet vom Dogen, Patriarchen und glänzendem Gefolge“ nach San Marco, wo ihn der Papst erwartete. Es folgte die bekannte Kusszeremonie – ohne ausdrücklichen Kuss auf den Mund –, der Papst erteilte dem Kaiser seinen Segen, und am 1. August wurde der Frieden verkündet. „Ein Füllhorn von Gnaden wurde über die glückliche Stadt ausgeschüttet, auf deren Boden so große Dinge spielten“ und: „Der Friede von Venedig ist die Bekrönung des Lebenswerkes Sebastiano Zianis“ (S. 265, 267). „Der schon unter Vitale Michiele durch Verschüttung des Rio Batario erweiterte Markusplatz wurde weiter vergrößert, S. Geminiano, bereits abgerissen, zurückgeschoben und neu erbaut, die zwei Säulen auf der Piazza aufgestellt, S. Giorgio maggiore prächtig restauriert.“ Schließlich urteilt Kretschmayr, „die Erhebung Venedigs in den siebziger Jahren des 12. Jahrhunderts ist mit seinem Namen unauflöslich verknüpft“ (S. 267).

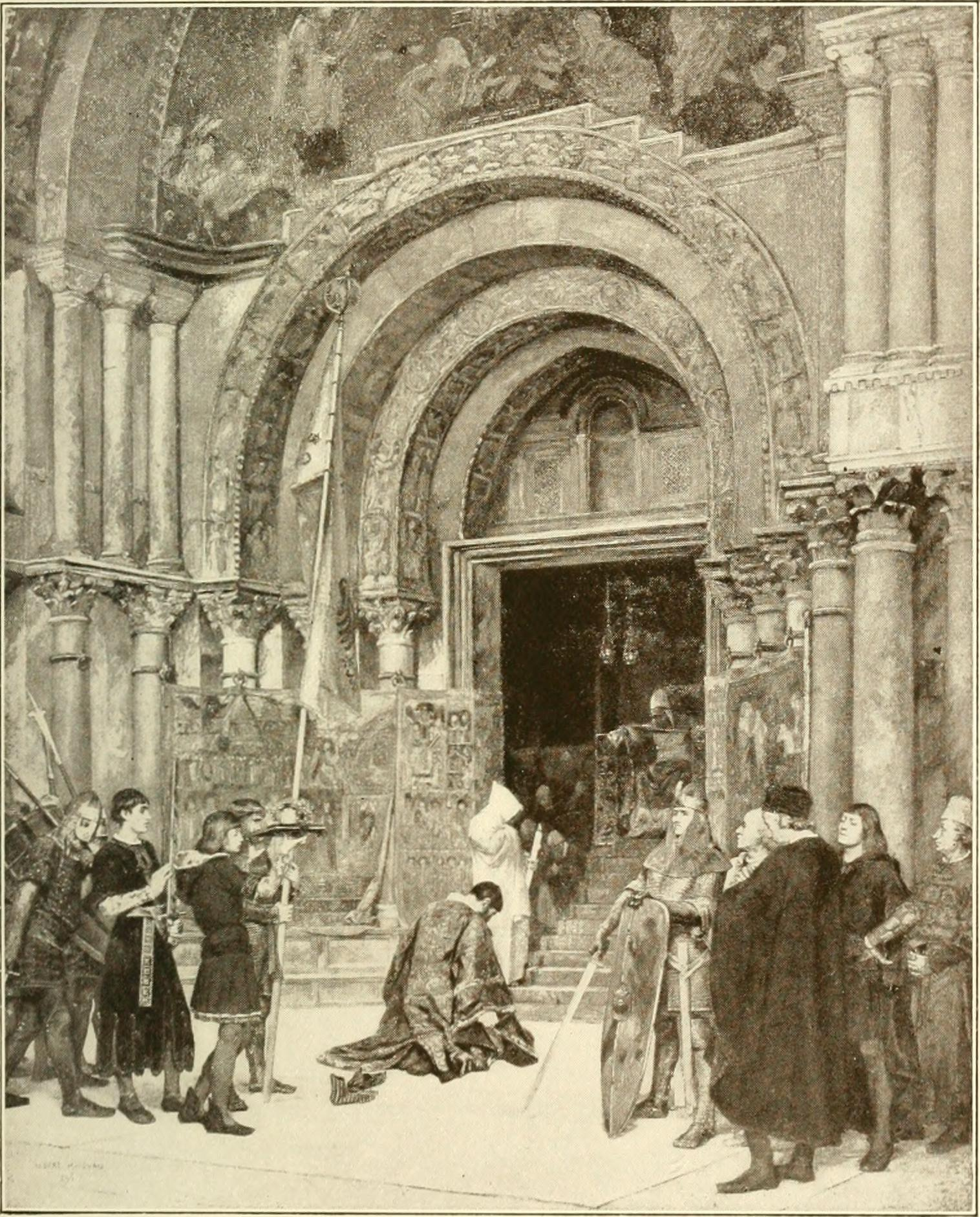
Friedrich Barbarossa zu Füßen des Papstes, Albert Maignan (1844–1908)

Über die venezianische Historiographie urteilt Kretschmayr: „Der venezianischen Tradition vom 14. Jahrhundert ab war es eine ausgemachte Sache: Papst Alexander sei vor dem Kaiser nach Venedig geflohen und habe hier unerkannt in aller Verborgenheit fast ein halbes Jahr verbracht. Einmal erkannt, habe man ihn aufs ehrenvollste behandelt und zugleich den Kaiser um Herstellung des Friedens angesprochen. Friedrich habe dies hochmütig abgelehnt und seinen Sohn Otto mit 75 Galeeren gegen die Seestadt entsandt.“ Dann folgte Zianis Sieg von Salvore, die Gefangennahme Ottos, die Unterwerfung Friedrichs. „Der Kaiser habe den Fuß des Papstes mit den Worten geküsst: ‚Nicht dir, sondern dem heiligen Petrus‘, der Papst, seinen Fuß auf den Nacken des zu Boden Gestreckten setzend, mit Härte und Hochmut entgegnet: ‚Nein, mir und S. Petrus‘.“ Kretschmayr sieht den Anfang der Vermählung mit dem Meer frühestens im 13. Jahrhundert, der Sensa, doch die Tradition sah die Gründung oder die Ausgestaltung durch Papst Alexander als gesichert an, manche sogar den Beginn in der Ausfahrt Pietro II. Orseolo nach Dalmatien um 1000. Die Gemälde im Dogenpalast, die die Szene entsprechend darboten, wurden durch Feuer zerstört. Luigi Vivarini, so der Autor, versuchte sich ebenso an dieser Überlieferung, wie „die beiden Bellini, Carpaccio, Tizian, Tintoretto und Paolo Veronese“.
Giorgio Cracco gab dem innenpolitischen Geschehen um 1172 eine andere Deutung. Er sah in Sebastiano Ziani einen Vertreter der populares, der neu aufgestiegenen Familien, die im Streit mit den alten Familien unter Führung der Michiel lagen. Doch gilt Ziani nicht mehr als Homo novus, sondern selbst als Vertreter der führenden Familien, mit deren politischem Haupt, dem Dogen, er bereits seit Jahrzehnten gemeinsam agiert hatte. Außerdem blieben die Exponenten des Machtapparates seines Vorgängers in ihren Ämtern und Würden, während nur der Doge wechselte. Allerdings bevorzugte Ziani nach dem Desaster des militärischen Unternehmens seines Vorgängers die Mittel der Diplomatie.
John Julius Norwich konstatiert in seiner 1977 erschienenen, zuletzt 2011 aufgelegten History of Venice, dass die Weisheit der Elektoren, die Ziani ins Amt brachten, nie angezweifelt wurde, so sehr die Venezianer insgesamt das neue Wahlsystem auch abgelehnt haben mögen. Kurz vor seinem Rücktritt sorgte Ziani für eine erneute Änderung des Wahlmodus', indem nun die elf Elektoren nicht mehr durch den Großen Rat gewählt wurden, sondern, dass vier Elektoren bestimmt werden sollten, die 40 Männer zur Dogenwahl nominierten. Von diesen musste jeder mindestens drei der vier Stimmen erhalten haben, und es durfte immer nur einer je Familie gewählt werden. Die Grundsätze hinter der Verfassungsänderung und der Schaffung neuer Magistraturen sieht Norwich in dem Versuch, die aufsteigenden vermögenden Familien zu integrieren und sie zugleich mit den immer zahlreicher werdenden öffentlichen Aufgaben zu betrauen, die einen hohen materiellen Einsatz, Risikobereitschaft, Fähigkeiten und persönliches Engagement erforderten. Spätestens ab 1185 habe es, angesichts verbreiteter Unwilligkeit, unter Strafe gestanden, einen solchen Posten abzulehnen. – Die Markuskirche sei das einzige Gebäude, das noch heute dieselbe Erscheinung aufweise, wie zu Zianis Regierungszeit. „He it was who pulled down the old church of S. Geminiano, who bought from the nuns of S. Zaccaria the orchard (known as the brolo) which lay between it and the lagoon, who filled in the old Rio Batario … paved the whole thing over in herring-bone brick and gave Venice what we now know as the Piazza S. Marco“. Den Dogenpalast ließ er in alle Richtungen erweitern, wo er den Palast vorgefunden hatte, wie er nach den Zerstörungen durch die „revolution of 976“ und dem schweren Brand von 1106 wieder in Stand gesetzt worden war. Zianis eigener Palast unmittelbar neben dem Hauptpalast und der Markuskirche wurde 1423 abgerissen, um der Erweiterung des Dogenpalastes zu weichen. Vielleicht in Vorbereitung auf den Besuch von Kaiser und Papst wurde die alte Mauer des Pietro Tribuno abgerissen, die mehr als 300 Jahre lang den Zugang zum Wasser versperrt habe. Für Norwich hieß der Lombarde Barattieri, dem die Aufrichtung der beiden Säulen auf der Piazzetta gelang, und der die Rialtobrücke baute, „Nicolò Staratonio“, während der „nickname“ einen engen Zusammenhang zum Kartenspiel darstelle. – Norwich entwirft ein lebhaftes Bild von den Wochen, in denen um den Frieden von Venedig gerungen wurde. So zählt er auf, wie groß die Zahl der Gefolgsleute war, die die Unterhändler mitbrachten. Demnach brachte der Erzbischof von Köln „a suite of no less than 400 secretaries, chaplains and attendants; the Patriarch of Aquileia boasted 300, as did the Archbishop of Mainz and Magdeburg“. Ansonsten wiederholt er zahlreiche Details. Schließlich bündelt er die Kritik an der venezianischen Tradition anhand des Gemäldes von Andrea Vicentino (um 1542–1617), das zeigt, wie gerade der Ring des Papstes vom Dogen ins Meer geworfen werden sollte: „It is sad to have to record that, like the quite fictitious naval battle of Salvore, depicted by Tintoretto's son Domenico immediately to the right, this theory is without foundation.“ Insgesamt, so der Autor, sei der größte Gewinn für Venedig der Zuwachs an Prestige gewesen. Auf San Giorgio Maggiore habe Sebastiano Ziani, gegenüber von Tribuno Memmo, eine Büste erhalten.

### Rechtsetzende Quellen
- Marco Pozza (Hrsg.): Gli atti originali della cancelleria veneziana, I: 1090–1198, Il Cardo, Venedig 1994, S. 69, 71, 77, 79, 81, 83, 85, 87.[38]
- Roberto Cessi (Hrsg.): Acta Consilii Sapientum, in: Ders. (Hrsg.): Deliberazioni del Maggior Consiglio di Venezia, 3 Bde., Bd. I, Bologna 1950, 242, 244, 246, 248, 250.
- Tadija Smičiklas (Hrsg.): Codex diplomaticus regni Croatiae, Dalmatiae et Slavoniae, Bd. II, Zagreb 1904, S. 95, 104, 134, 136, 150 f., 212, 214. (Digitalisat)
- MGH, Diplomata regum et imperatorum Germaniae, Bd. X/1–5, Friderici I. Diplomata, bearbeitet von Heinrich Appelt, Hannover 1975–1990, Bd. X, 3, Hannover 1985, n. 692, S. 212–214, 3. August 1177 (Digitalisat), n. 695, S. 218–222, 17. August 1177; n. 696, S. 222 f., 17. August 1177; n. 697, S. 224–226, 17. August 1177, n. 698, S. 226–228 (hier: S. 228), 19. August 1177; n. 699, S. 229 f., 22. August 1177; n. 705, S. 236–240, 2. September 1177 (hier: S. 239); n. 708, S. 242 f., September 1177.
- Maddalena Giordano, Marco Pozza (Hrsg.): I trattati con Genova 1136-1251, Rom 2000, S. 29, 34.
- Gottlieb Lukas Friedrich Tafel, Georg Martin Thomas (Hrsg.): Urkunden zur älteren Handels- und Staatsgeschichte der Republik Venedig, Wien 1856, in: Fontes Rerum Austriacarum, Abt. II. Diplomataria et Acta, 3 Bde., Bd. 1: 814–1205, Wien 1856, n. XXIII–XXV, S. 141 (Digitalisat, S. 140 f., 167–171 (S. 166 f.), 174 (S. 174 f.)).
- Raimondo Morozzo della Rocca, Antonino Lombardo (Hrsg.): Documenti del commercio veneziano nei secoli XI–XIII, 2 Bde., Turin 1940, Bd. I, S. 97, 104, 119, 133, 217, 221, 223, 247 f., 257, 262 f., 275, 284 f., 287, 294, 296, 323, 381.
- Raimondo Morozzo della Rocca, Antonino Lombardo (Hrsg.): Nuovi documenti del commercio veneziano nei secoli XI–XIII, Turin 1953, 8 f., 23, 32, 34, 36, 40, 59 f.
- Gino Luzzatto (Hrsg.): I prestiti della Repubblica di Venezia (Sec. XIII-XV), Padua 1929, S. 3, 12 f.
- Luigi Lanfranchi (Hrsg.): Famiglia Zusto, Venedig 1955, VII, XII, 55.
- Luigi Lanfranchi (Hrsg.): S. Lorenzo di Ammiana, Venedig 1947, S. 29, 33.
- Luigi Lanfranchi (Hrsg.): S. Giovanni Evangelista di Torcello, Venedig 1948, S. 82.
- Eva Malipiero Ucropina (Hrsg.): Ss. Secondo ed Erasmo, Venedig 1958, 46, 55 f., 89, 92, 111.
- Lina Frizziero (Hrsg.): San Maffio di Mazzorbo e Santa Margherita di Torcello, Florenz 1965, S. 2.
- Luigi Lanfranchi (Hrsg.): S. Giorgio Maggiore, Bd. II: Documenti (982-1150), Venedig 1967, S. 448, Bd. III: Documenti (1160-1199), Venedig 1963, S. 39, 43, 51, 54 f., 57, 59 f., 101, 128–131, 140 f., 144, 147 f., 151, 156, 162, 170, 172–174, 176–182, 184 f., 220, 233, 241, 257, 264, 267 f., 277 f., 291, 294, 303, 306 f., 310, 319–322, 329, 340, 344, 364, 366, 369 f., 375, 377–380, 416, 426, 556, 558 f., 563, 566, 568, 576, 578, 580, 590 f.
- Maurizio Rosada (Hrsg.): S. Maria Formosa, Venedig 1972, S. 26.
- Bianca Lanfranchi Strina (Hrsg.): Ss. Trinità e S. Michele Arcangelo di Brondolo, Bd. 1, Venedig 1985, S. 31; Bd. 2: Documenti (800-1199), Venedig 1981, S. 244, 315 f., 345, 349, 361, 375, 505–508, 510–512; Bd. III: Documenti (1200-1229), Venedig 1987, S. 400, 528, 532 f., 541.
- Elisabeth Santschi (Hrsg.): Benedettini in S. Daniele, Venedig 1989, S. 79–81, 87, 89 f., 92, 99, 127, 157, 164.
- Sergio Perini: Chioggia medievale. Documenti dal secolo XI al XV, Sottomarina 2006, II, 1, S. 97, 101, 106, 117, 119, 127, 133, 139, 181 f., 186, 189, 241, 245, 260, 263 f., 429, 513, 516 f., 608, 611.

### Geschichtsschreibung
- Ester Pastorello (Hrsg.): Andrea Dandolo, Chronica per extensum descripta aa. 460-1280 d.C., (=Rerum Italicarum Scriptores XII,1), Nicola Zanichelli, Bologna 1938, S. 259–265. (Digitalisat, S. 258 f.)
- Henry Simonsfeld (Hrsg.): Annales Venetici breves (Monumenta Germaniae Historica, Scriptores, XIV), Hannover 1883, S. 72 (Digitalisat, S. 72)
- Henry Simonsfeld (Hrsg.): Historia ducum Veneticorum, MGH, Scriptores 14, Hannover 1883, S. 80–89. (Digitalisat)
- Angela Caracciolo Aricò (Hrsg.): Marin Sanudo il giovane. De origine, situ et magistratibus urbis Venetae ovvero La Città di Venezia (1493–1530), Istituto Cisalpino, La Goliardica 1980, S. 34 (angebliche Schlacht zwischen der venezianischen Flotte unter Ziani gegen den Barbarossasohn Otto[39]), 51 („A San Zorzi Mazor, l'arca di Sebastian Ziani doxe“), 67 (Dogenliste mit dem Jahr 1173!), 85 (veränderte Dogenwahl), 104 (zu Prokuratoren von San Marco, von denen zunächst nur einer amtierte, und dem der Doge erstmals einen Kollegen mit einer Sonderaufgabe zur Seite stellte: „poi al tempo de Sebastian Ziani dose fu azonto un altro che attendesse alli legati“), 136 (zu den Officiali alla Giustizia Vecchia: „fo prima creadi in tempo de Sebastian Ziani dose“), 140 (zu den Officiali al Formento de Rialto: „et fo prima fatto questo officio in tempo di Sebastian Ziani dose“), 141 (zu den Officiali alla Beccharia: „Fo prima creato questo officio in tempo de Sebastian Ziani dose del 1184“), 181 (zu den jährlichen Verpflichtungen des Dogen: „Da Nadal il dì a Vesporo, e la mattina di San Steffano a messa a San Zorzi, per il legato di Sebastian Ziani dose, li fratti danno alli scudieri, et commandadori, panetti et fasuoli senza sal.“), 191 (unter den Dosi eletti führt der Autor als ersten unter dem Jahr 1172 „messier Sabastian Ziani fo eletto per li XI, convocado il populo in ghiesia di San Marco“), 236 (unter den Sepolture di Dosi di Venetia, den Grablegen der Dogen also (S. 235–237 der Edition), führt Sanudo den Dogen „A San Zorzi Mazor“), 266 (Oficiali ala Justicia Vechia: „Questo oficio fo prima creado in tempo di messier Sabastian Ziani dose“), 271 (Oficiali ala Becharia: „Fo prima creado questo oficio dil 1184, in tempo di messier Sabastian Ziani dose“; Oficiali al Formento: „Fo prima creado questo oficio soto messier Sabastian Ziani dose dil 1148“ [offenkundiger Zahlendreher, wie die Herausgeberin anmerkte])
- Roberto Cessi, Fanny Bennato (Hrsg.): Venetiarum historia vulgo Petro Iustiniano Iustiniani filio adiudicata, Venedig 1964, S. XI, XVI, XXXIX, XLI f., LV, 2, 118, 122–129, 144, 153, 282, 330, 335.
- Luigi Andrea Berto (Hrsg.) Historia ducum Venetorum (Testi storici veneziani: XI–XIII secolo), Padua 1999, S. 28 f., 40f., 43, 66 f., 73.
- Alberto Limentani (Hrsg.): Martin da Canal, Les estoires de Venise: cronaca veneziana in lingua francese dalle origini al 1275, Olschki, Florenz 1972, S. 44 f., 66 f., 80 f.
- Giovanni Monticolo (Hrsg.): Marino Sanudo, Le vite dei dogi (= Rerum Italicarum Scriptores, XXII, 4), Città di Castello 1890, S. 243, 263, 277, 282, 290, 300.

## Literatur

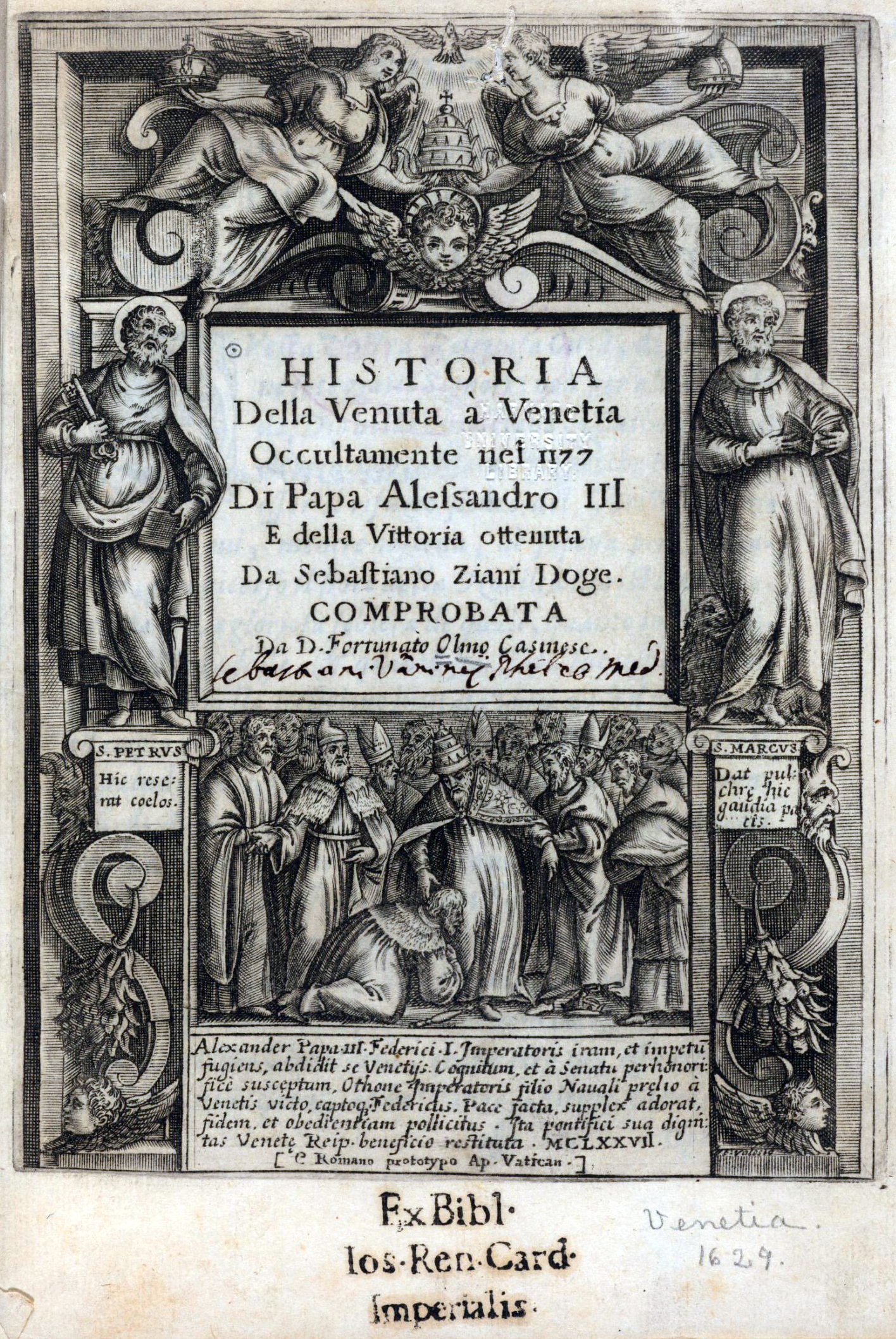
Titelblatt der Historia della venuta à Venetia occultamente nel 1177 di papa Alessandro III e della vittoria ottenuta da Sebastiano Ziani, doge des Fortunato Olmo, Venedig 1629